# Bảo tàng Orsay
Viện Bảo tàng Orsay là một viện bảo tàng nghệ thuật nằm ở Quận 7, thành phố Paris. Tọa lạc bên bờ sông Seine, thuộc khu vực trung tâm của thành phố, tòa nhà viện bảo tàng Orsay vốn là nhà ga cũ được xây dựng nhân dịp Triển lãm thế giới năm 1900. Đến thập niên 1970, công trình được tu sửa lại và ngày 1 tháng 12 năm 1986, Tổng thống François Mitterrand khánh thành bảo tàng mới, chính thức mở cửa cho công chúng từ 9 tháng 12 năm 1986.
Ngày nay, Orsay là một trong những viện bảo tàng quan trọng nhất của Paris, sở hữu các tác phẩm nổi tiếng của nghệ thuật phương Tây thế kỷ 19 và đầu thế kỷ 20. Với các không gian dành cho hội họa, điêu khắc, họa hình, kiến trúc, nhiếp ảnh và nghệ thuật trang trí, bảo tàng trưng bày một trong những bộ sưu tập giá trị nhất của hai trường phái ấn tượng và hậu ấn tượng, tác phẩm của những nghệ sĩ danh tiếng như Claude Monet, Édouard Manet, Edgar Degas, Paul Cézanne, Auguste Rodin, Pierre-Auguste Renoir, Vincent van Gogh... Bảo tàng Orsay là một trong những điểm du lịch quan trọng và thu hút du khách nhất thành phố.
Năm 2021, bảo tàng có một triệu lượt khách tham quan, tăng 30% so với lượng người tham dự vào năm 2020, nhưng thua xa những năm trước đó do đại dịch COVID-19. Mặc dù bị tụt hạng, nó vẫn xếp thứ mười lăm trong danh sách các bảo tàng nghệ thuật được ghé thăm nhiều nhất vào năm 2020.

## Lịch sử

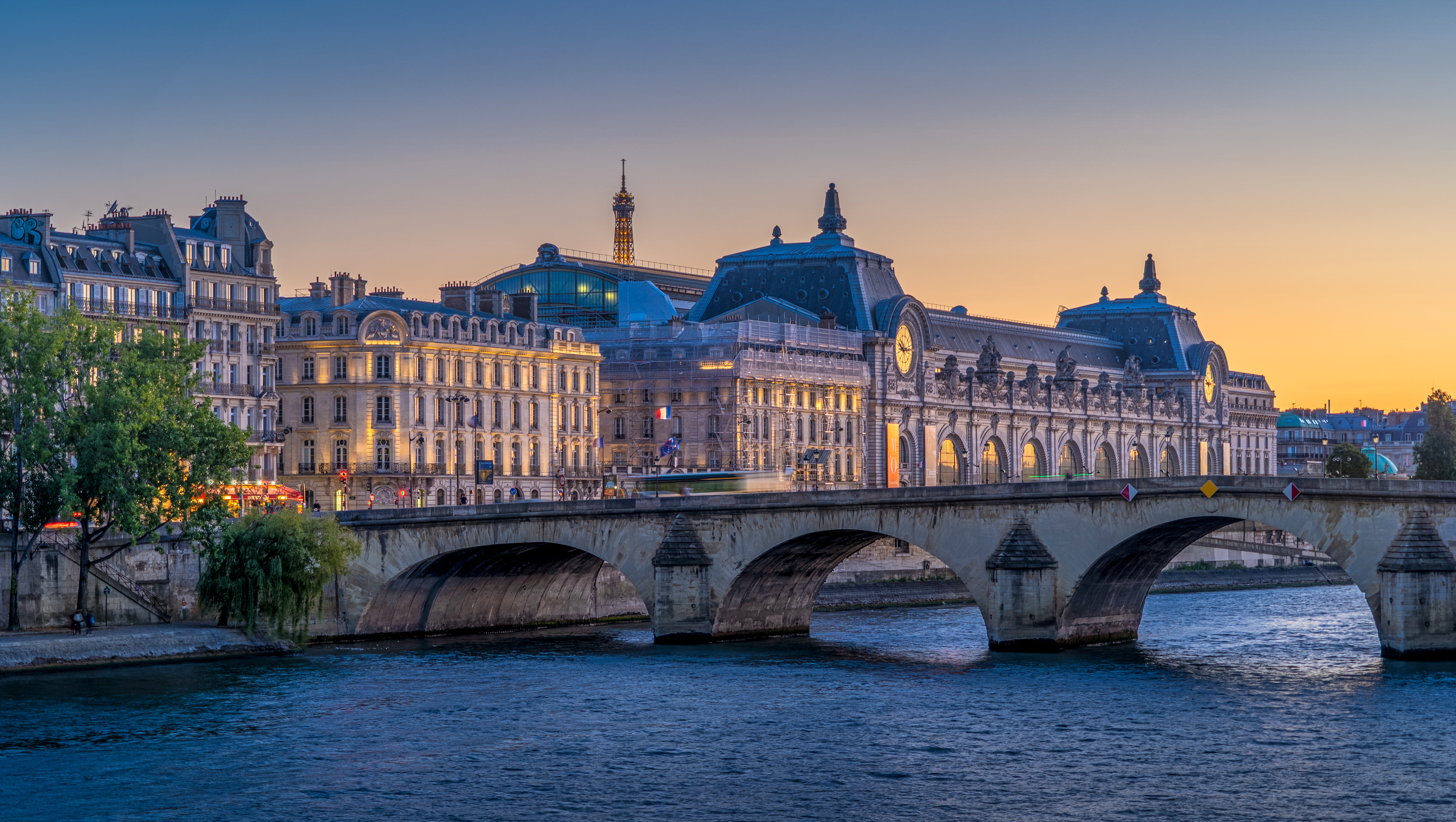
Bảo tàng Orsay nhìn từ Pont du Carrousel

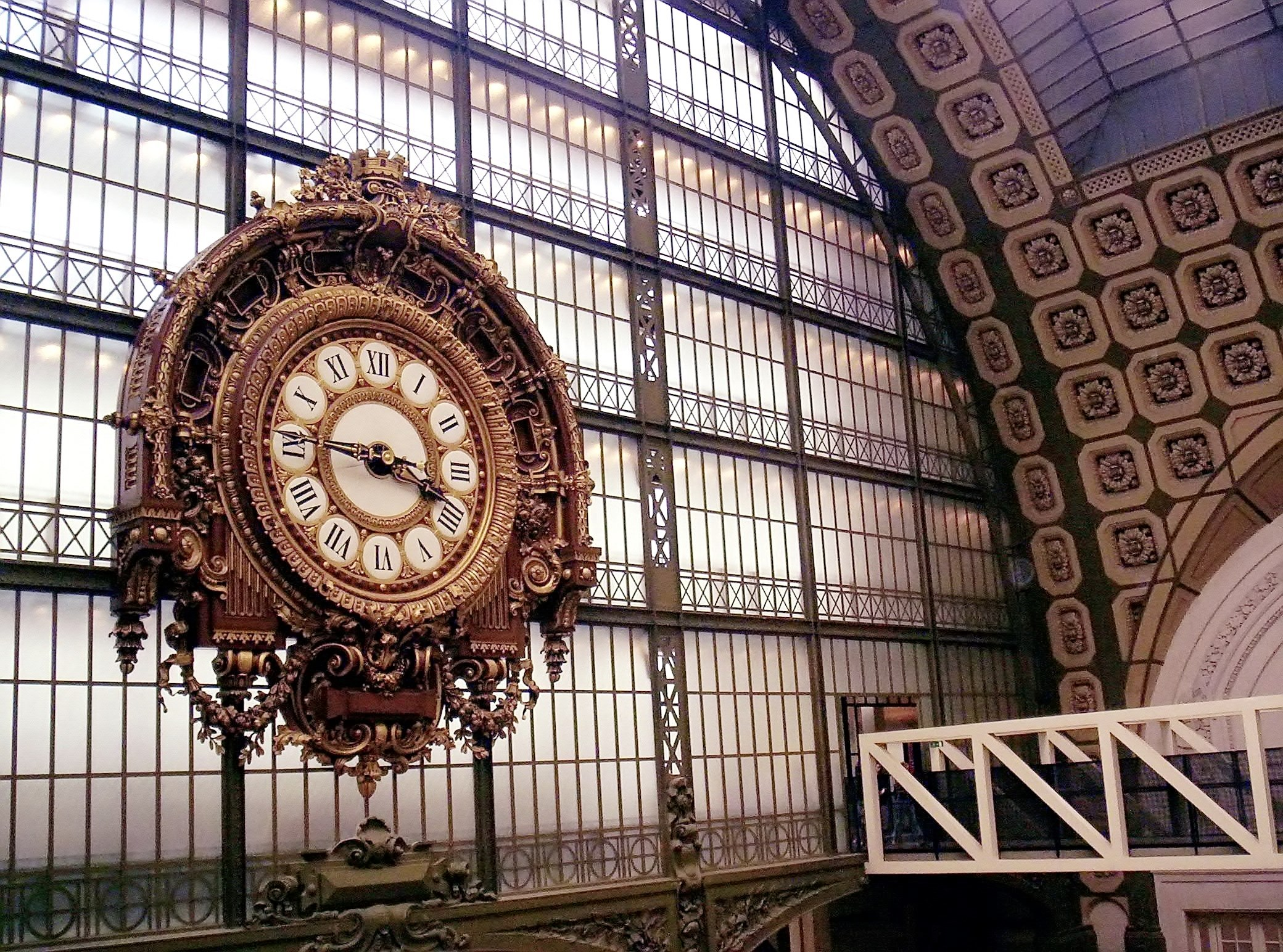
Musée d'Orsay Clock, Victor Laloux, Sảnh chính

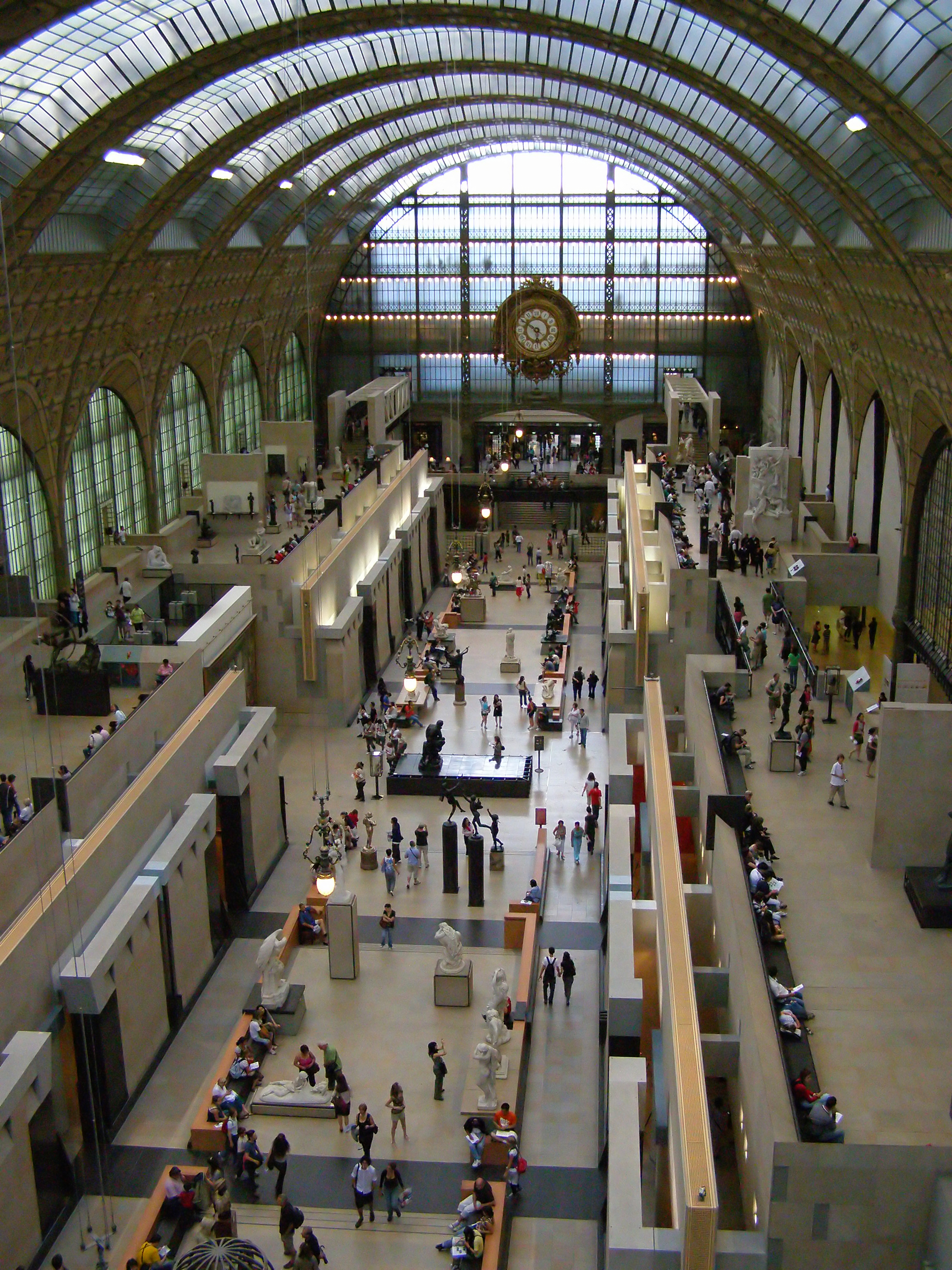
Nội thất của bảo tàng.

### Địa điểm

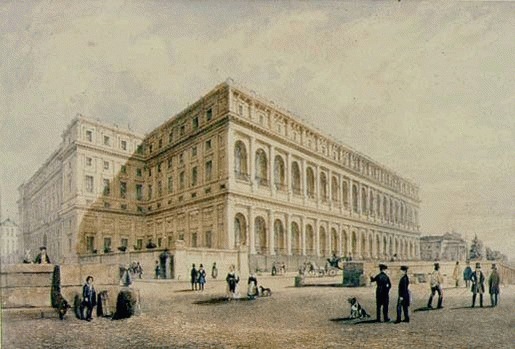
Cung điện Orsay

Vị trí của bảo tàng Orsay vốn là phố Lille, trục chính khu vườn cũ của hoàng hậu Marguerite của Pháp. Sau khi hoàng hậu mất vào năm 1615, khu đất được chia lô và nhiều dinh thự quý tộc được xây dựng dọc theo bờ sông Seine, gần bến cảng mang tên Grenouillière. Kè sông Orsay, bắt đầu từ năm 1708 và hoàn thành dưới thời Đệ nhất Đế chế Pháp. Từ năm 1782 tới năm 1788, dinh thự Salm, ngày nay là điện Bắc đẩu bội tinh, được xây dựng.
Thế kỷ 19, trên vị trí nhà ga Orsay sau này là hai công trình: doanh trại kỵ binh và cung điện Orsay - công trình được xây trong khoảng năm 1810 tới năm 1838 bởi các kiến trúc sư Jean-Charles Bonnard và Jacques Lacornée. Cung điện Orsay từng là trụ sở của Bộ Ngoại giao, Tòa án rồi Hội đồng nhà nước. Vào thời Công xã Paris, khu phố này bị thiêu trụi. Trong vòng 30 năm sau đó, các bức tường cháy đen của cung điện Orsay là dấu tích của cuộc nội chiến.

### Nhà ga Orsay
Trước Triển lãm thế giới 1900, Nhà nước nhượng lại khu vực này cho Công ty Đường sắt Orléans, dành cho dự án xây dựng nhà ga mới trong trung tâm thành phố. Năm 1897, công ty Đường sắt bắt đầu xem xét đề án xây dựng ga Orsay giữa khu phố sang trọng. Đến năm 1898, kiến trúc sư được chọn là Victor Laloux.
Nhà ga và khách sạn đã được khánh thành vào 14 tháng 7 năm 1900, dịp Triển lãm thế giới. Phía bên ngoài, Victor Laloux che giấu kết cấu thép bằng một lớp trang trí đá theo phong cách chiết trung. Bên trong, Orsay là một nhà ga hiện đại, được trang bị cầu thang máy, các băng chuyển hành lý, với 16 đường ray ngầm, các dịch vụ tiếp đón trên tầng trệt. Đại sảnh của nhà ga cao 32 mét, rộng 40 mét dọc theo ke tàu.
Từ năm 1900 tới năm 1939, nhà ga Orsay giữ vai trò ga cuối của tuyến đường sắt Tây Nam nước Pháp. Khách sạn Orsay không chỉ đón tiếp các du khách mà còn dành cho trụ sở các tổ chức, đảng phái chính trị, nơi tổ chức nhiều tiệc chiêu đãi. Nhưng từ năm 1939, ga Orsay chỉ còn phục vụ cho các tuyến ra ngoại ô. Cơ sở nhà ga không còn phù hợp khi các đoàn tàu dần được điện khí hóa. Nhà ga sau đó được sử dụng làm trung tâm gửi hành lý các tù nhân trong chiến tranh, rồi trở thành trung tâm tiếp đón tù nhân sau giải phóng. Tới ngày 1 tháng 1 năm 1973, khách sạn Orsay đóng cửa.

### Bảo tàng
Năm 1973, ban giáo đốc các bảo tàng nước Pháp bắt đầu xem xét việc tu sửa lại nhà ga cho một bảo tàng mới về nghệ thuật châu Âu từ nửa cuối thế kỷ 19 đến đầu thế kỷ 20. Tới ngày 20 tháng 10 năm 1973, Tổng thống Valéry Giscard d'Estaing ký quyết định chính thức thành lập bảo tàng Orsay. Năm 1978, cơ quan bảo tàng Orsay được thành lập và công ty xây dựng Bouygues bắt đầu công việc tu sửa công trình cho chức năng mới. Ngày 1 tháng 12 năm 1986, Tổng thống François Mitterrand khánh thành bảo tàng và tới ngày 9 tháng 12, Orsay bắt đầu mở cửa cho công chúng.

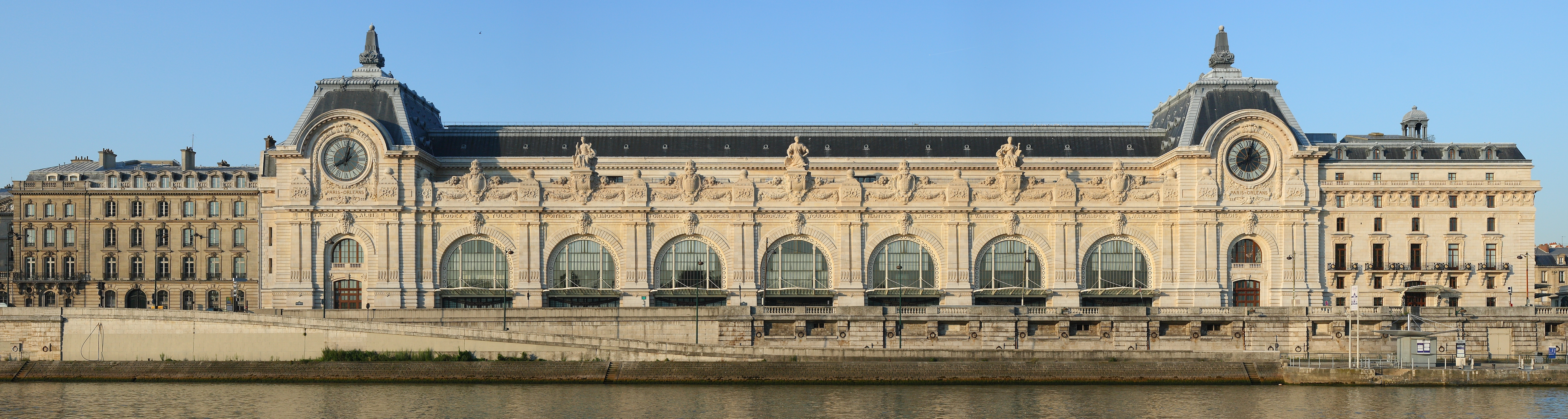
Bảo tàng Orsay nhìn từ hữu ngạn của sông Seine

Sảnh lễ hội của Bảo tàng Orsay

### Kiến trúc
Bảo tàng Orsay nằm bên bờ sông Seine, thuộc Quận 7, không xa các công trình quan trọng khác như Palais Bourbon, điện Invalides, Louvre... Tòa nhà bảo tàng dài 188 mét nằm dọc theo sông, chiều rộng 75 mét. Vẫn mang dáng dấp của nhà ga đường sắt, mặt ngoài và sảnh chính của bảo tảng Orsay được trang trí các đồng hồ lớn.
Vào năm 1900, họa sĩ Edouard Detaille từng viết: "Nhà ga này thật tuyệt vời và có không khí của một cung mỹ thuật" (La gare est superbe, elle a l’air d’un palais des Beaux-Arts). Năm 1979, khi quyết định sửa nhà ga thành bảo tàng, đã có sáu thiết kế được xem xét. Cuối cùng, bản thiết kế được chọn là của nhóm kiến trúc sư ACT-Architecture. Các kiến trúc sư Renaud Bardon, Pierre Colboc và Jean-Paul Philippon đã tôn trọng kiến trúc cũ của Victor Laloux, làm nổi bật gian giữa như một trục chính và sử dụng mái che lợp kính.
Các phòng trưng bày của bảo tàng Orsay nằm trên ba tầng. Tầng trệt gồm sảnh lớn ở giữa và các phòng hai bên. Tầng thứ hai, hành lang chạy vòng, một phía cho phép nhìn xuống sảnh, phía còn lại là lối vào các phòng trưng bày. Tầng trên cùng, các phòng trưng bày nằm dọc bên phía sông Seine và phía phố Légion d'Honneur. Ngoài ra, bảo tàng Orsay còn có các không gian dành cho nhà hàng, quán cà phê, hiệu sách và phòng nghe nhìn.

### Tổ chức hành chính và các hoạt động
Về mặt hành chính, kể từ 1 tháng 1 năm 2004, bảo tàng Orsay là một cơ quan hành chính công cộng, quản lý cả bảo tàng Hébert ở số 85, phố Cherche-Midi, Quận 6. Bên cạnh chức năng bảo tàng, Orsay còn thường xuyên tổ chức các cuộc triển lãm, tại bảo tàng và đôi khi ở địa điểm khác. Đầu năm 2008, Orsay tổ chức tại Kyoto và Tokyo cuộc triển lãm về Pierre-Auguste Renoir và con trai, Jean Renoir. Ngoài ra, Orsay còn có các cuộc hội thảo, gặp gỡ cũng như những hoạt động nghiên cứu về nghệ thuật.

## Bộ sưu tập

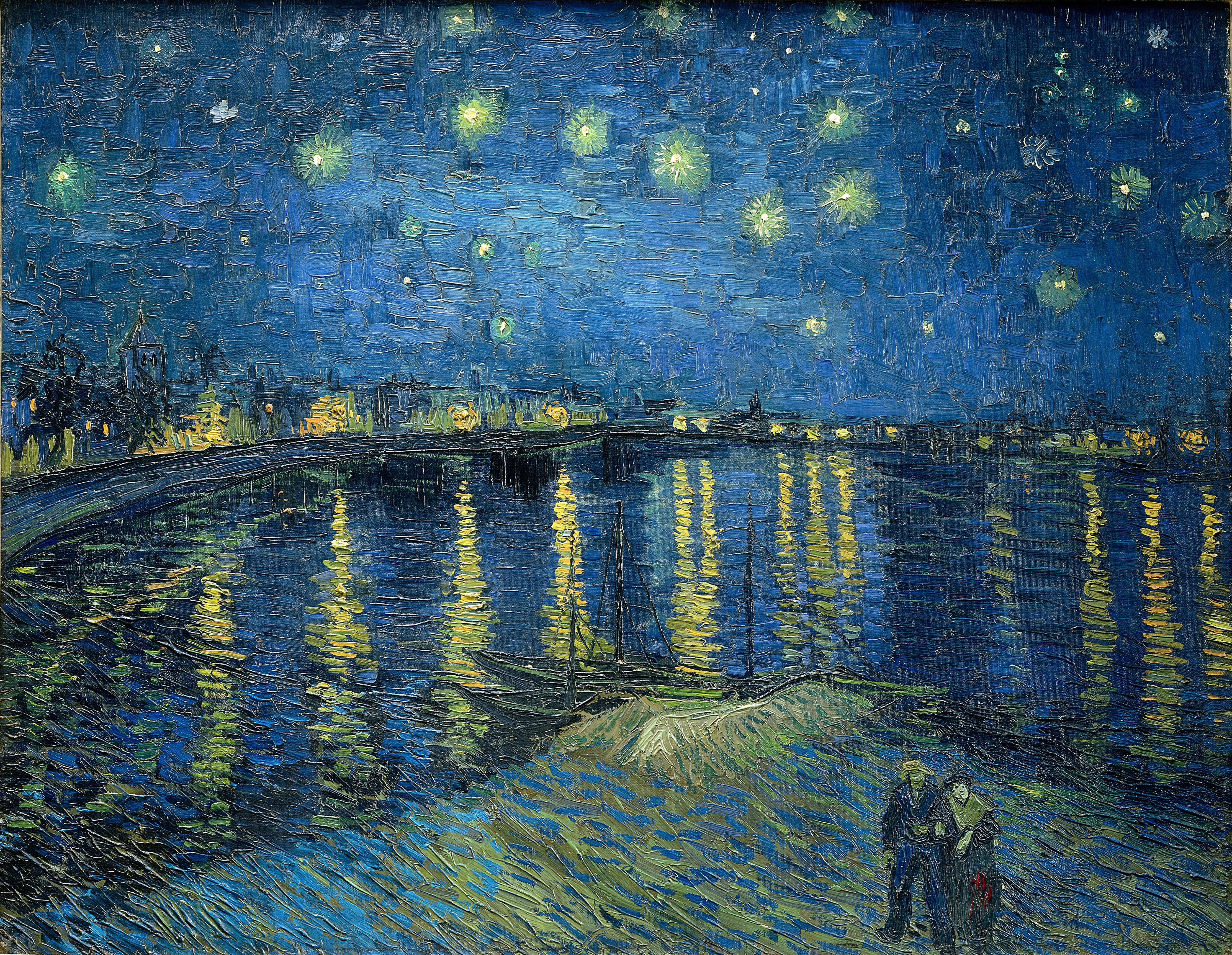
Vincent van Gogh:
Starry Night Over the Rhône, 1888

Pierre-Auguste Renoir:
Bal du moulin de la Galette, 1876

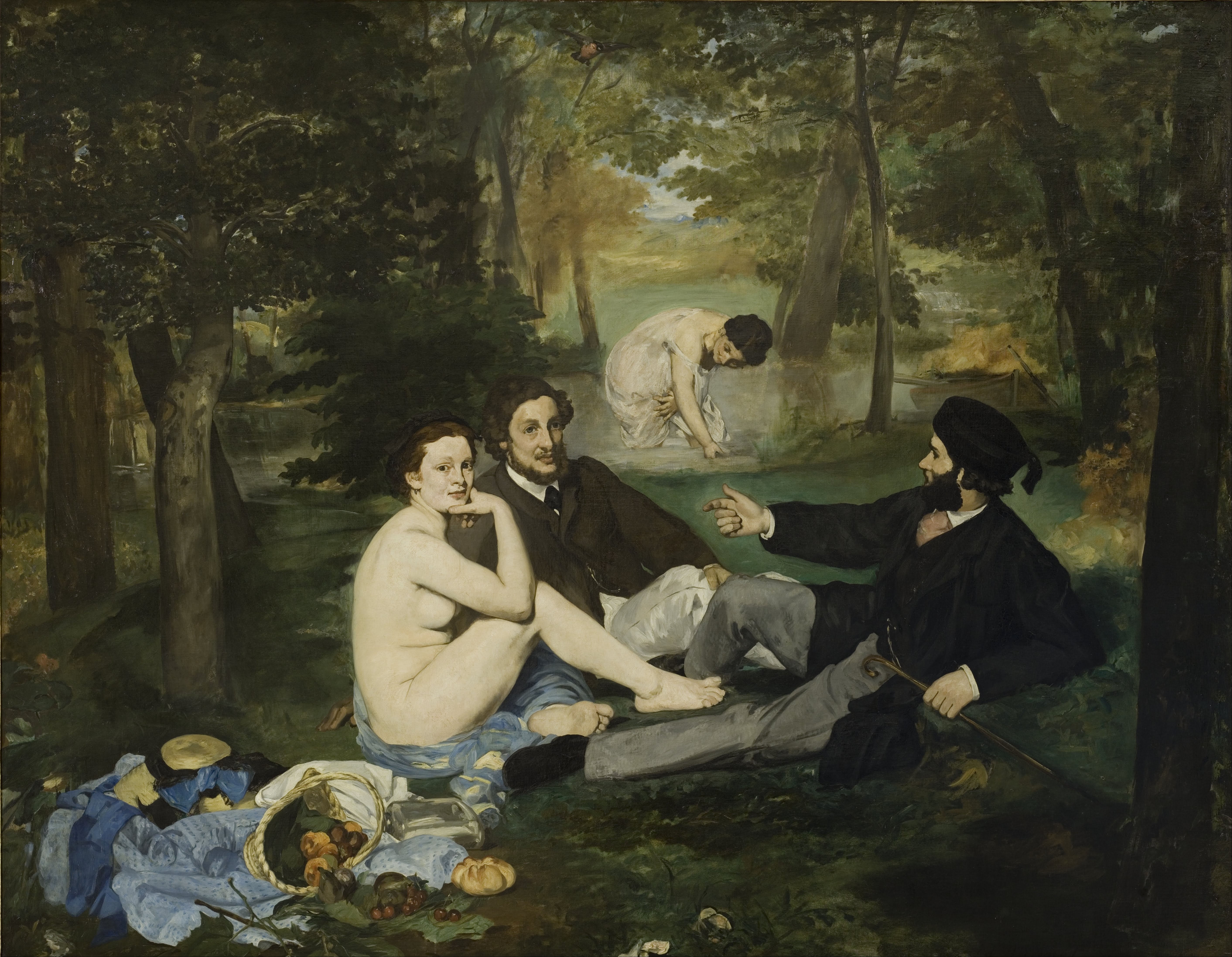
Édouard Manet
The Luncheon on the Grass
1862-63

Gustave Courbet:
The Artist's Studio 1855

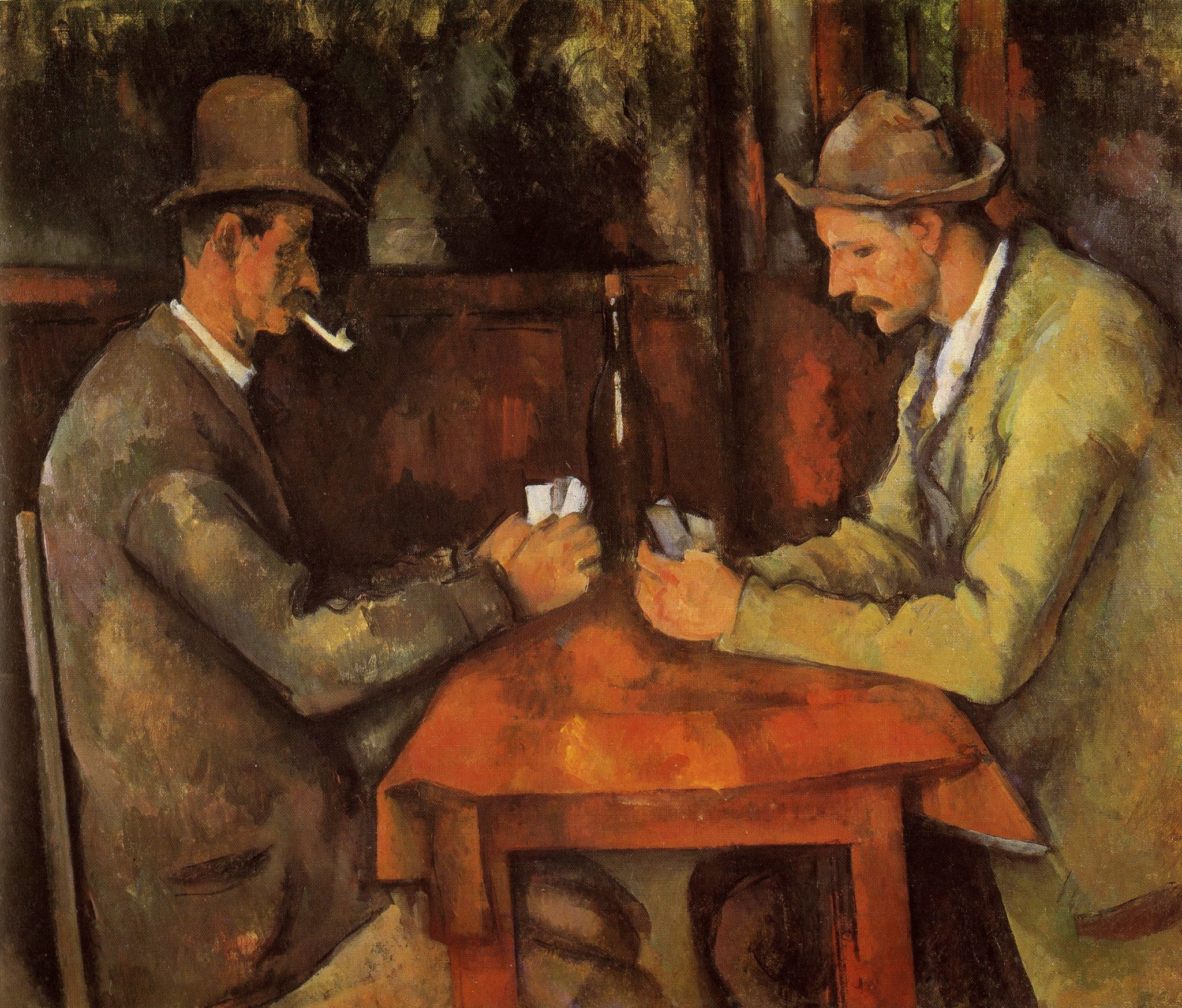
Paul Cézanne:
The Card Players 1894–1895

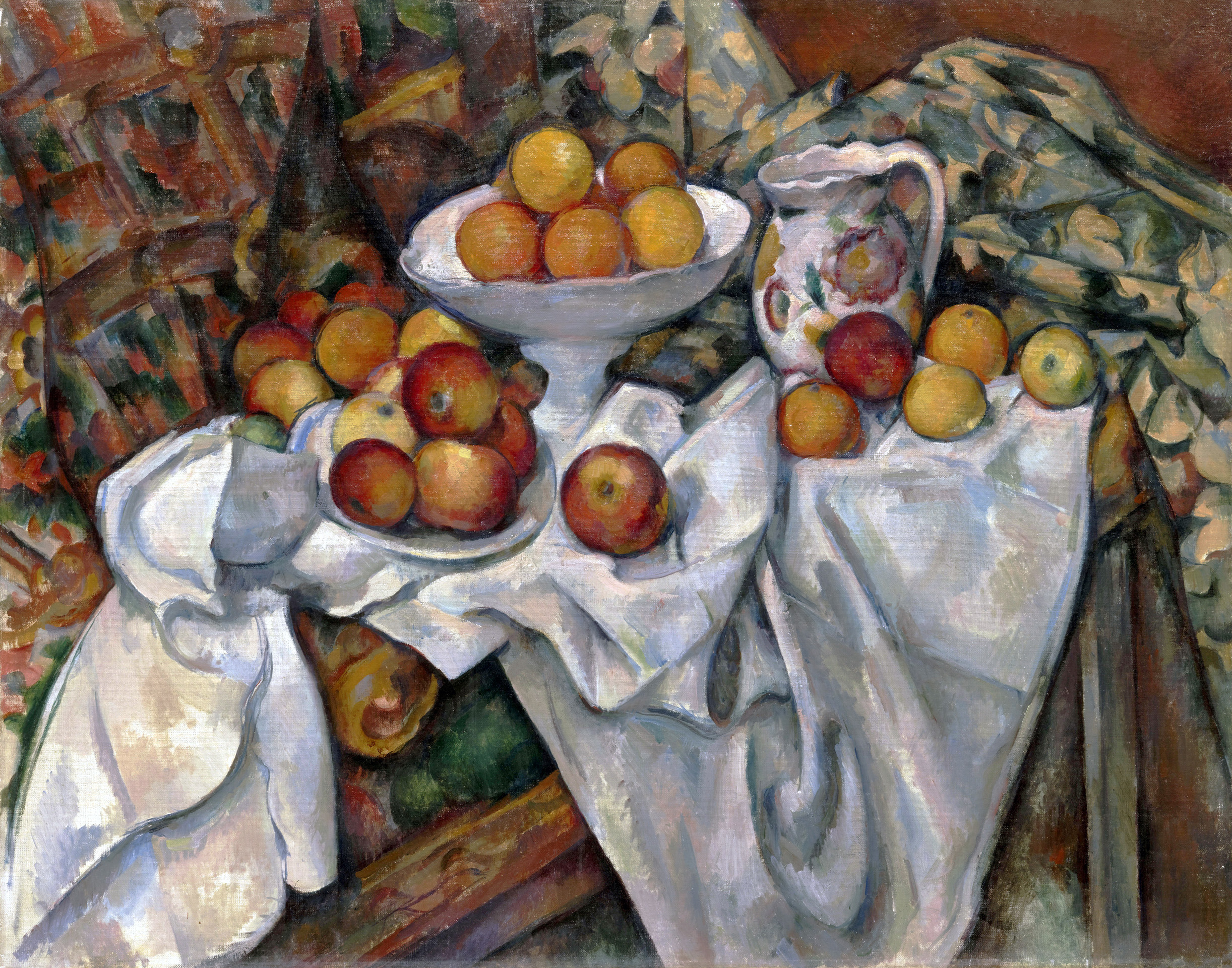
Paul Cézanne:
Apples and Oranges
c. 1899

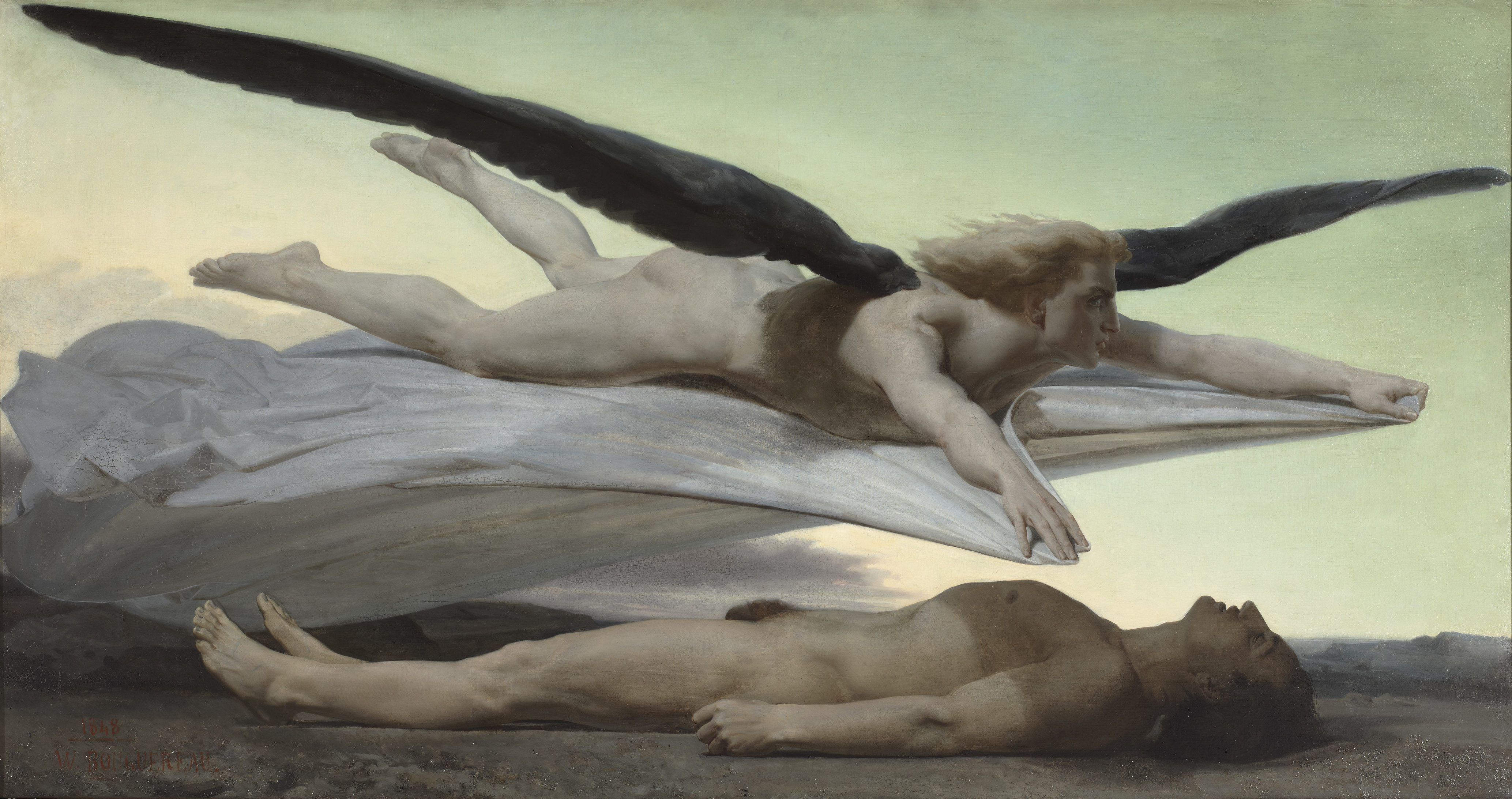
William-Adolphe Bouguereau, Equality Before Death, 1848

Bảo tàng Orsay là một bảo tàng quốc gia. Khi thành lập, các hiện vật của Orsay xuất phát từ ba nguồn chính: bảo tàng Louvre, bảo tàng Jeu de Paume, bảo tàng Nghệ thuật hiện đại của trung tâm Georges-Pompidou. Những năm tiếp theo, bảo tàng tiếp tục thu thập các tác phẩm từ nhiều nguồn đa dạng khác. Ngày nay, Orsay sở hữu bộ sưu tập quan trọng bậc nhất về nghệ thuật phương Tây thế kỷ 19, đặc biệt là Trường phái ấn tượng và Hậu ấn tượng. Trong số nghệ sĩ nổi tiếng của bảo tàng, có thể kể tới Paul Cézanne, Gustave Courbet, Edgar Degas, Eugène Delacroix, Antoni Gaudí, Paul Gauguin, Vincent van Gogh, Édouard Manet, Henri Matisse, Jean-François Millet, Claude Monet, Nadar, Camille Pissarro, Pierre-Auguste Renoir, Auguste Rodin, Georges Seurat, Paul Signac, Alfred Sisley, Henri de Toulouse-Lautrec.

### Hội họa: Các họa sĩ lớn và các tác phẩm đại diện ===
Bộ sưu tập hội họa của Orsay được bắt nguồn từ bảo tàng Luxembourg, do vua Louis XVIII thành lập năm 1818 tập hợp tác phẩm của những nghệ sĩ đương thời. Nhưng phải đến cuối thế kỷ 19, các bộ sưu tập của nhà nước mới dần đa dạng nhờ hiến tặng của những cá nhân, người thân các nghệ sĩ. Năm 1890, tác phẩm Olympia của Edouard Manet được tặng lại cho bảo tàng Luxembourg. Năm 1894, bộ sưu tập của Gustave Caillebotte cũng được di tặng cho Nhà nước, gồm hơn 60 họa phẩm của Degas, Manet, Cézanne, Monet, Renoir, Sisley, Pissarro và Millet. Cũng khoảng thời gian này, Chính phủ Pháp bắt đầu tìm mua lại tác phẩm của những nghệ sĩ hiện đại hơn, như Pierre Puvis de Chavannes, Henri Fantin-Latour, Eugène Carrière... Những năm tiếp theo, bộ sưu tập Trường phái ấn tượng tiếp tục phong phú nhờ quà tặng của những người thừa kế. Bên cạnh đó, bộ sưu tập tác phẩm các nghệ sĩ nước ngoài cũng phát triển và được lập thành bảo tàng Jeu de Paume vào năm 1922. Năm 1929, các tác phẩm Trường phái ấn tượng được chuyển về bảo tàng Louvre.
Đến năm 1937, bảo tàng Luxembourg được thay thế bằng bảo tảng Nghệ thuật hiện đại, nằm tại Palais de Tokyo. Năm 1947, bảo tàng Louvre được tổ chức lại và bộ sưu tập Trường phái ấn tượng chuyển về Jeu de Paume. Các tác phẩm này đã thu hút một lượng công chúng quá lớn khiến Jeu de Paume trở nên chật hẹp. Bảo tảng Orsay được thành lập đã giải quyết cả vấn đề tương tự với bảo tàng Nghệ thuật hiện đại trong Trung tâm Pompidou. Trong suốt khoản thời gian đó và cả sau này, bộ sưu tập hội họa vẫn tiếp tục phát triển nhờ di tặng và mua lại.
- Frédéric Bazille – 6 bức tranh bao gồm The Family Reunion,  The Improvised Field Hospital, The Pink Dress, Studio in Rue de La Condamine
- Cecilia Beaux – Sita and Sarita (Jeune Fille au Chat)
- Rosa Bonheur - Ploughing in the Nivernais
- Pierre Bonnard – 60 bức tranh bao gồm The Chequered Blouse
- Eugène Boudin – 33 bức tranh bao gồm Trouville Beach
- William-Adolphe Bouguereau – 12 bức tranh bao gồm The Birth of Venus, La Danse, Dante and Virgil
- Louise Catherine Breslau - 4 bức tranh bao gồm Portrait of Henry Davison
- Alexandre Cabanel – The Birth of Venus, The Death of Francesca da Rimini and Paolo Malatesta
- Gustave Caillebotte – 7 bức tranh bao gồm The Floor Scrapers, Vue de toits (Effet de neige)
- Eugène Carrière – 86 bức tranh bao gồm The Painting Family, The Sick Child, Intimacy
- Mary Cassatt – 1 bức tranh
- Paul Cézanne – 56 bức tranh bao gồm Apples and Oranges, The Hanged Man's House, The Card Players, Portrait of Gustave Geffroy
- Théodore Chassériau  – 5 bức tranh (bộ sưu tập chính các bức tranh của ông ở Louvre)
- Pierre Puvis de Chavannes – Young Girls by the Seaside, The Young Mother hay còn được biết đến là Charity, View on the Château de Versailles and the Orangerie
- Gustave Courbet – 48 bức tranh bao gồm The Artist's Studio, A Burial at Ornans, Young Man Sitting, L'Origine du monde, Le ruisseau noir, Still-Life with Fruit, The Wave, The Wounded Man
- Jean-Baptiste-Camille Corot – 32 bức tranh (bộ sưu tập chính của các bức tranh của ông nằm trong Louvre) bao gồm A Morning. The Dance of the Nymphs
- Henri-Edmond Cross – 10 bức tranh bao gồm The Cypresses in Cagnes
- Leon Dabo – 1 bức tranh Moore Park
- Henri-Camille Danger - Fleau!
- Charles-François Daubigny - The Harvest
- Honoré Daumier – 8 bức tranh bao gồm The Laundress
- Edgar Degas – 43 tác phẩm bao gồm các bức tranh chẳng hạn như The Parade, hay còn gọi là Race Horses in front of the Tribunes, The Bellelli Family, The Tub, Portrait of Édouard Manet, Portraits, At the Stock Exchange, L'Absinthe, và phấn màu như Café-Concert at Les Ambassadeurs và Les Choristes
- Eugène Delacroix  – 5 tranh (bộ sưu tập chính các bức tranh của ông ấy ở Louvre)
- Maurice Denis – Portrait of the Artist Aged Eighteen, Princess Maleine's Minuet or Marthe Playing the Piano, The Green Trees or Beech Trees in Kerduel, October Night (bảng trang trí phòng con gái), Homage to Cézanne
- André Derain – Charing Cross Bridge, hay còn được biết đến là Westminster Bridge
- Édouard Detaille – The Dream
- Albert Edelfelt - Pasteur's portrait by Edelfelt
- Henri Fantin-Latour - Around the Piano, A Studio at Les Batignolles
- Paul Gauguin – 24 bức tranh bao gồm Arearea, Tahitian Women on the Beach
- Jean-Léon Gérôme – Portrait of the Baroness Nathaniel de Rothschild, Reception of Condé in Versailles, La Comtesse de Keller, The Cock Fight, Jerusalem
- Vincent van Gogh – 24 bức tranh bao gồm L'Arlésienne, Bedroom in Arles, Self Portrait, chân dung của bạn ông Eugène Boch, The Siesta, The Church at Auvers, View from the Chevet, The Italian Woman, Starry Night, Portrait of Dr. Gachet, Doctor Gachet's Garden in Auvers, Imperial Fritillaries in a Copper Vase, Saint-Paul Asylum, Saint-Rémy, Self Portrait
- Armand Guillaumin –  44 bức tranh
- Ferdinand Hodler – Der Holzfäller (The Woodcutter)
- Jean Auguste Dominique Ingres  – 4 tranh (bộ sưu tập chính các bức tranh của ông ấy ở Louvre) bao gồm The Source
- Eugène Jansson – Proletarian Lodgings
- Johan Barthold Jongkind – 9 bức tranh
- Gustav Klimt – 1 bức tranh
- Maximilien Luce - The Quai Saint-Michel and Notre-Dame
- Édouard Manet – 34 bức tranh bao gồm Olympia, The Balcony, Berthe Morisot With a Bouquet of Violets, The Luncheon on the Grass, The Fifer, The Reading
- Henri Matisse - Luxe, Calme et Volupté
- Jean-François Millet – 27 bức tranh bao gồm The Angelus, Spring, The Gleaners
- Piet Mondrian – 2 bức tranh
- Claude Monet – 86 các bức tranh (một bộ sưu tập tranh chính khác của ông nằm trong Musée Marmottan Monet) bao gồm The Saint-Lazare Station, The Rue Montorgueil in Paris. Celebration of 30 June 1878, Wind Effect, Series of The Poplars, Rouen Cathedral. Harmony in Blue, Blue Water Lilies, Le Déjeuner sur l’herbe, Haystacks, The Magpie, Women in the Garden
- Gustave Moreau – 8 bức tranh bao gồm L'Apparition
- Berthe Morisot  – 9 bức tranh
- Henri-Paul Motte - The Fiancée of Belus
- Edvard Munch – 1 bức tranh
- Henri Ottmann - The Luxembourg Station in Brussels
- Camille Pissarro – 46 bức tranh bao gồm White Frost
- Odilon Redon – 106 bức tranh bao gồm Caliban
- Pierre-Auguste Renoir – 81 bức tranh bao gồm Bal au moulin de la Galette, Montmartre, The Bathers, Dance in the City, Dance in the Country, Frédéric Bazille at his Easel, Girls at the Piano, The Swing
- Henri Rousseau – 3 bức tranh
- Théo van Rysselberghe – 6 bức tranh
- Paul Sérusier – The Talisman, the Aven River at the Bois d'Amour
- Georges Seurat – 19 bức tranh bao gồm The Circus
- Paul Signac – 16 bức tranh bao gồm Women at the Well
- Alfred Sisley – 46 bức tranh bao gồm Inondation at Port-Marly
- Henri de Toulouse-Lautrec – 18 bức tranh bao gồm La Toilette
- Félix Vallotton – Misia at Her Dressing Table

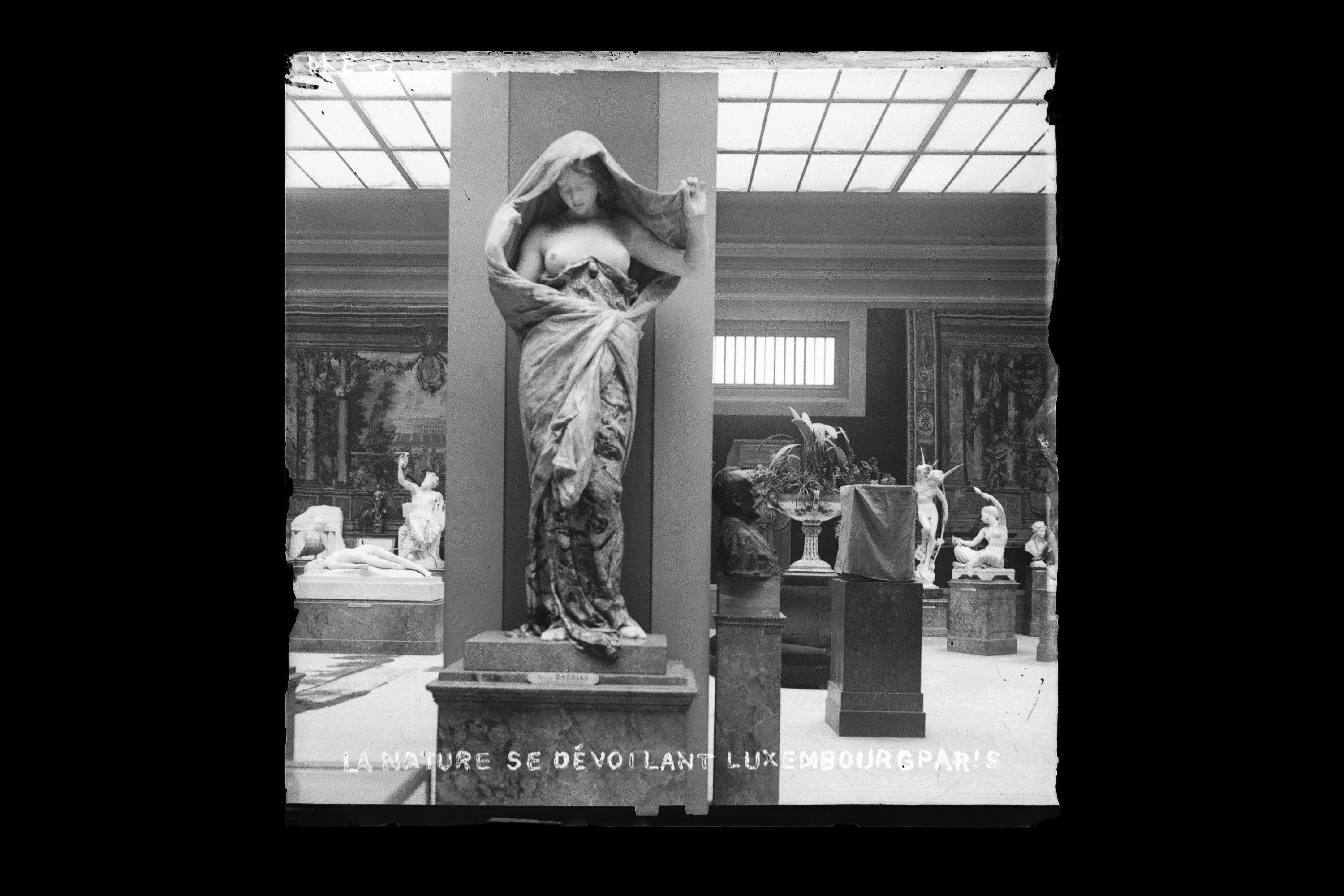
Ernest Barrias, Nature Unveiling Herself, 1899

- Édouard Vuillard – 70 bức tranh

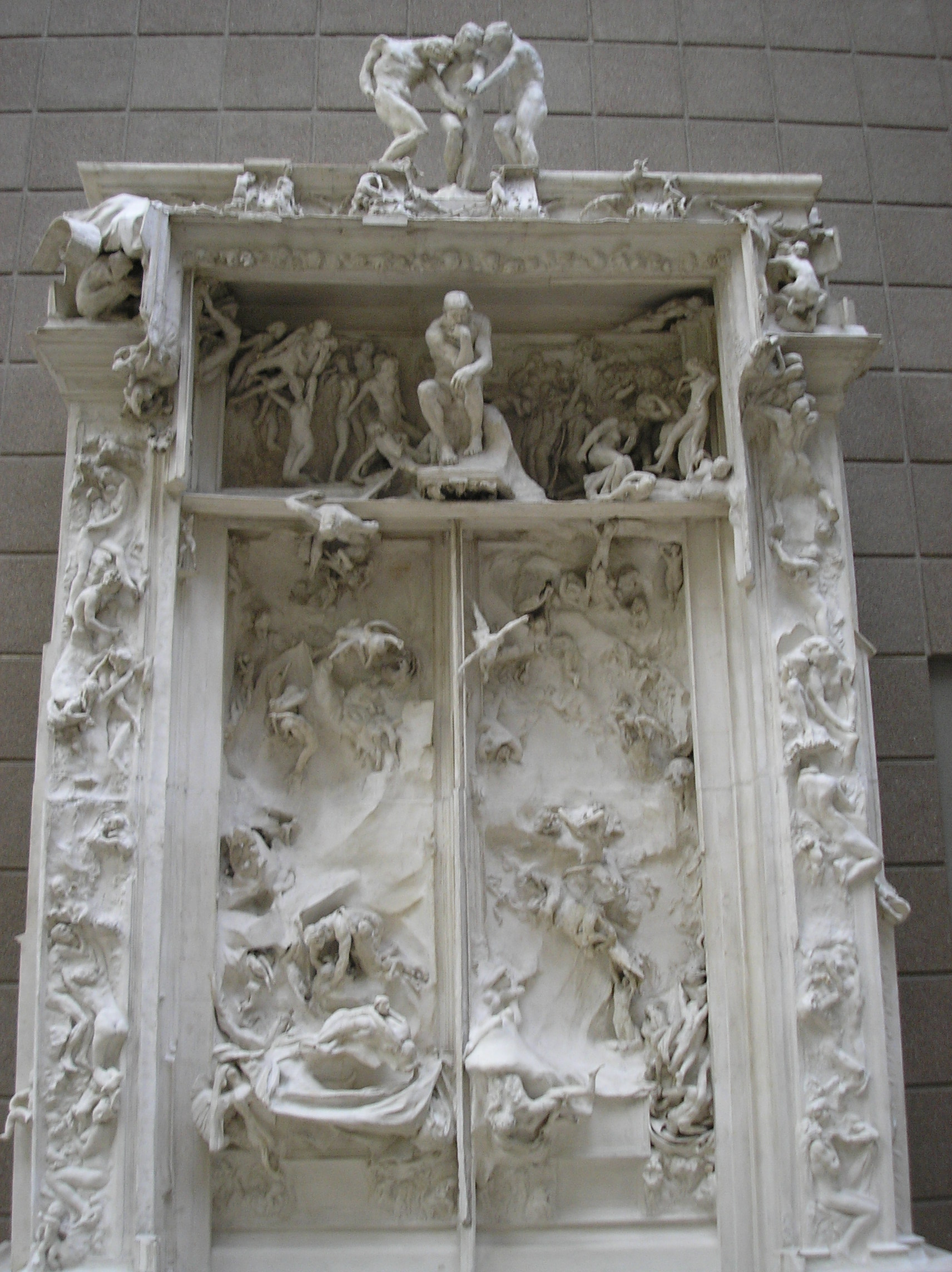
Auguste Rodin, The Gates of Hell

- Ernest Barrias, Nature Unveiling Herself, 1899 Auguste Rodin, The Gates of Hell James McNeill Whistler – 3 bức tranh bao gồm Arrangement in Grey and Black: The Artist's Mother, hay còn được biết đến là Whistler's Mother

### Điêu khắc
Tương tự bộ sưu tập hội họa, một phần những tác phẩm điêu khắc của Orsay cũng bắt nguồn từ bảo tàng Luxembourg. Nhưng so với hội họa, số lượng bộ sưu tập điêu khắc của bảo tàng Luxembourg ít hơn, vào năm 1852 mới chỉ có 25 tác phẩm. Năm 1875, sau khi Antoine-Louis Barye mất, bảo tàng có thêm một số tác phẩm gang và bản mẫu bằng sáp của nhà điều khắc này. Cuối thế kỷ 19, đầu thế kỷ 20, bảo tàng Luxembourg dần nhận được nhiều tác phẩm quan trọng khác của Auguste Rodin, Honoré Daumier, Antoine Bourdelle...
Trong một thời gian dài, bảo tàng Luxembourg đã bỏ quên các nhà điêu khắc nước ngoài. Năm 1923, bảo tàng Trường phái ngoại quốc được thành lập ở Jeu de Paume và mở cửa tới 1940. Năm 1947, bảo tàng Jeu de Paume được mở cửa trở lại, nhưng bộ sưu tập điêu khắc đóng vai trò thứ yếu sau bộ sưu tập hội họa, đặc biệt là các tác phẩm hội họa Ấn tượng. Năm 1939, bảo tàng Luxembourg đóng cửa, các tác phẩm phân tán về Louvre, trung tâm Pompidou, Palais de Tokyo và cả thành phố khác.
Khi bảo tàng Orsay được thành lập, nơi đây trở thành một không gian lý tưởng cho các tác phẩm điêu khắc. Một số tác phẩm từ các bảo tàng khác nữa cũng được chuyển về Orsay như La Pensée và La porte de l'Enfer từ bảo tàng Rodin, La Nature se dévoilant à la Science của Ernest Barrias từ Conservatoire des arts et métiers. Orsay cũng nhận được các tác phẩm từ thành phố khác và một số tượng đài ở các công trình kiến trúc. Những năm đầu mở cửa, Hội những người bạn Orsay còn thu thập được thêm 200 tác phẩm điêu khắc. Từ năm 1986, để đa dạng hóa bộ sưu tập điêu khắc, bảo tàng mua thêm các tác phẩm của những nghệ sĩ nước ngoài như Medardo Rosso, Max Klinger... cũng như một bộ sưu tập quan trọng của Camille Claudel.
Hiện nay, bảo tàng Orsay sở hữu hơn 2.200 tác phẩm điêu khắc.
Các nhà điêu khắc chính đại diện trong bộ sưu tập bao gồm Alfred Barye, François Rude, Jules Cavelier, Jean-Baptiste Carpeaux, Émile-Coriolan Guillemin, Auguste Rodin, Paul Gauguin, Camille Claudel, Sarah Bernhardt và Honoré Daumier.

### Nghệ thuật trang trí, nhiếp ảnh, họa hình, kiến trúc

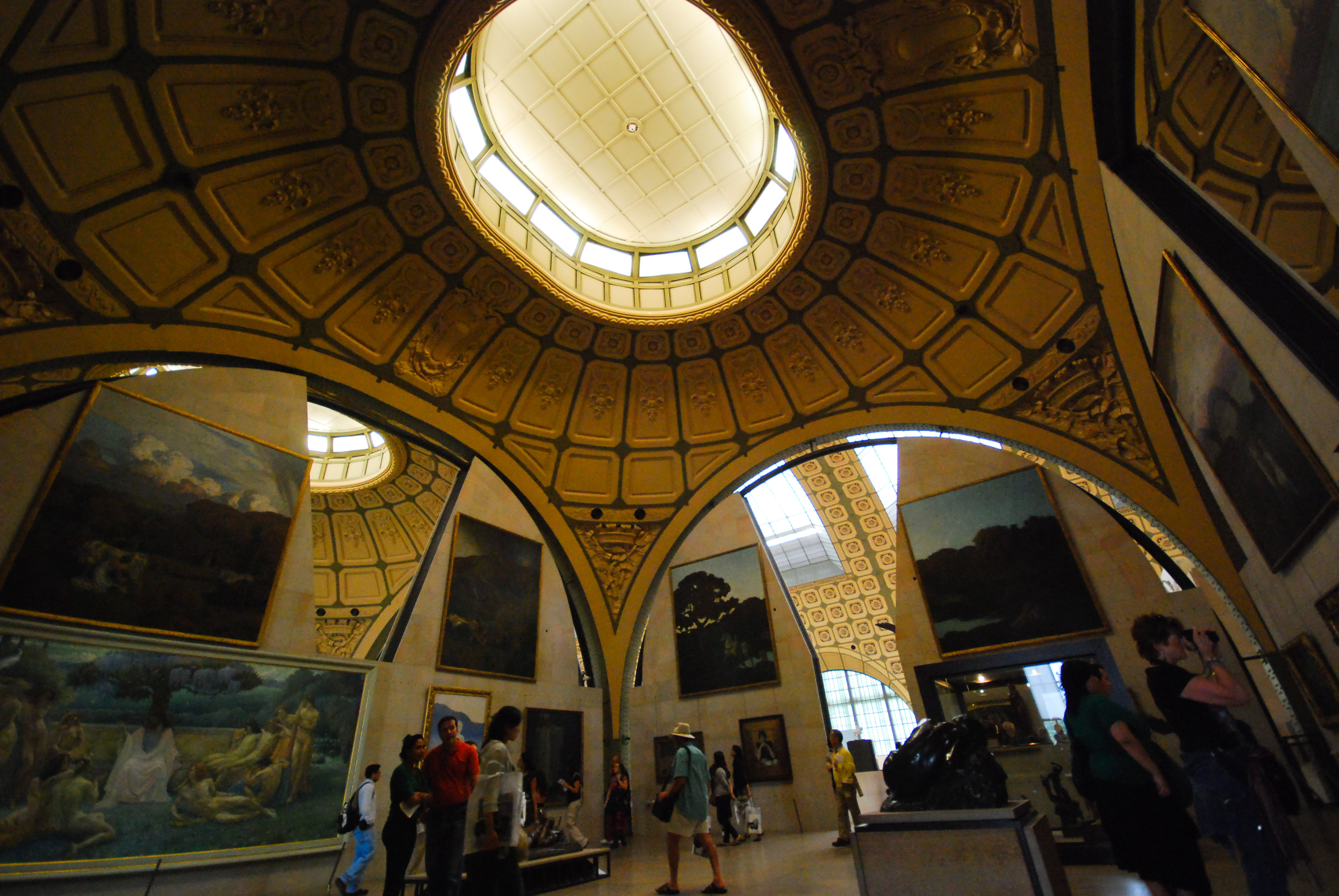
Một phòng trưng bày ở tầng hai

Nghệ thuật trang trí: Bảo tàng Orsay thành lập đã tập trung một số lượng lớn các tác phẩm nghệ thuật trang trí đang phân tán ở nhiều bảo tàng hay cơ quan khác, như lâu đài Fontainebleau, Bộ Ngoại giao, bảo tàng Louvre, bảo tàng Cluny... Bộ sưu tập này gồm các tác phẩm thuộc giai đoạn 1850-1880. Về thời kỳ Art nouveau, Orsay nhận được các tác phẩm từ bảo tàng Nghệ thuật trang trí. Những năm tiếp theo, bảo tàng mua thêm và được tặng lại nhiều tác phẩm đa dạng khác.
Nhiếp ảnh: Vào những năm 1970, khi Orsay được quyết định thành lập, chưa một bảo tàng Pháp nào có phòng trưng bày riêng cho nhiếp ảnh. Khác với các tác phẩm hội họa, điêu khắc được thừa hưởng từ bảo tàng khác, bộ sưu tập nhiếp ảnh của Orsay được bắt đầu bằng việc mua lại. Những album ảnh đầu tiên được mua thuộc thời kỳ 1839 tới 1863, giai đoạn được xem như hoàng kim của nhiếp ảnh Pháp và Anh với các tác phẩm của Gustave Le Gray, Édouard Baldus, Hippolyte Bayard... Tiếp theo, một số tác phẩm từ các cơ quan, viện lưu trữ cũng được chuyển về Orsay. Năm 1986, bảo tàng mua được một bộ các album ảnh của Eugène Atget mang tên Documents pour l'histoire du vieux Paris. Năm 1991, bảo tàng được tặng một bộ sưu tập các bức ảnh của Félix Nadar. Hiện nay, Orsay sở hữu hơn 45 ngàn tác phẩm nhiếp ảnh và vẫn tiếp tục mua lại hoặc được tặng thêm.
Họa hình: Được tập hơp từ các bảo tàng khác, cũng như nhờ mua lại, tặng vật, bảo tàng Orsay hiện nay sở hữu hơn 10 ngàn bản vẽ. Trong số đó có thể kể đến các tác phẩm của những nghệ sĩ nổi tiếng như Les amateurs d'estampes của Honoré Daumier, Sur la plage của Eugène Boudin, Le pont d'Asnières của Paul Signac, Jeune homme assis, étude. Autoportrait dit au chevalet của Gustave Courbet.
Kiến trúc: Ngay từ khi được quyết định thành lập, kiến trúc đã được dành không gian ở bảo tàng Orsay. Các bản vẽ kiến trúc được chuyển về từ bảo tàng Louvre. Trong đó có những tác phẩm của các kiến trúc sư nổi tiếng thế kỷ 19 như Victor Baltard, Félix Duban, Charles Garnier, Henri Labrouste, Eugène Viollet-le-Duc. Phong cách Art nouveau, Orsay có các tư liệu của Émile Gallé - được cháu nội của Gallé tặng lại vào tháng 5 năm 1986 - và Hector Guimard - do các sinh viên tìm được năm 1968. Nhờ các chính sách sưu tầm, Orsay tiếp tục thu thập được các hiện vật về kiến trúc cổ cho tới kiến trúc hiện đại. Khu vực kiến trúc cũng trưng bày mô hình của các công trình nổi tiếng, các quy hoạch đô thị...

## Những bộ sưu tập nổi bật

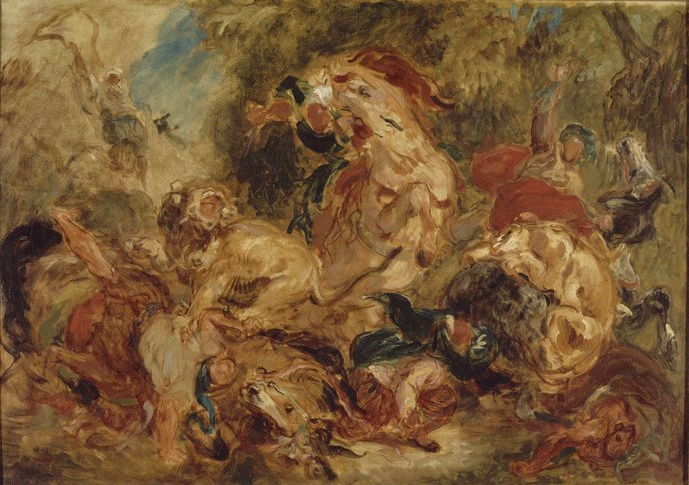
Eugène Delacroix, The Lion Hunt, c. 1854
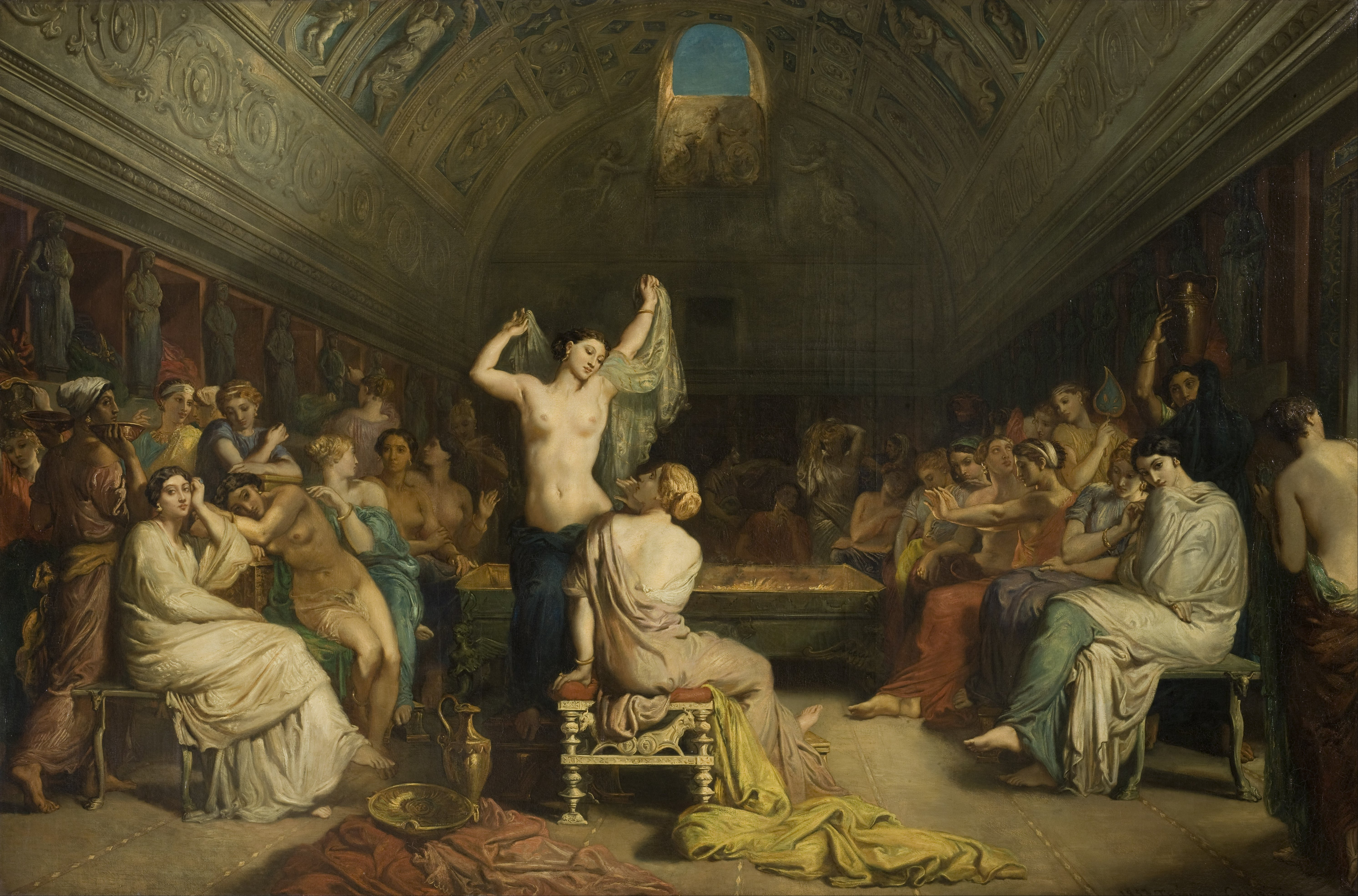
Théodore Chassériau, Tepidarium, 1853
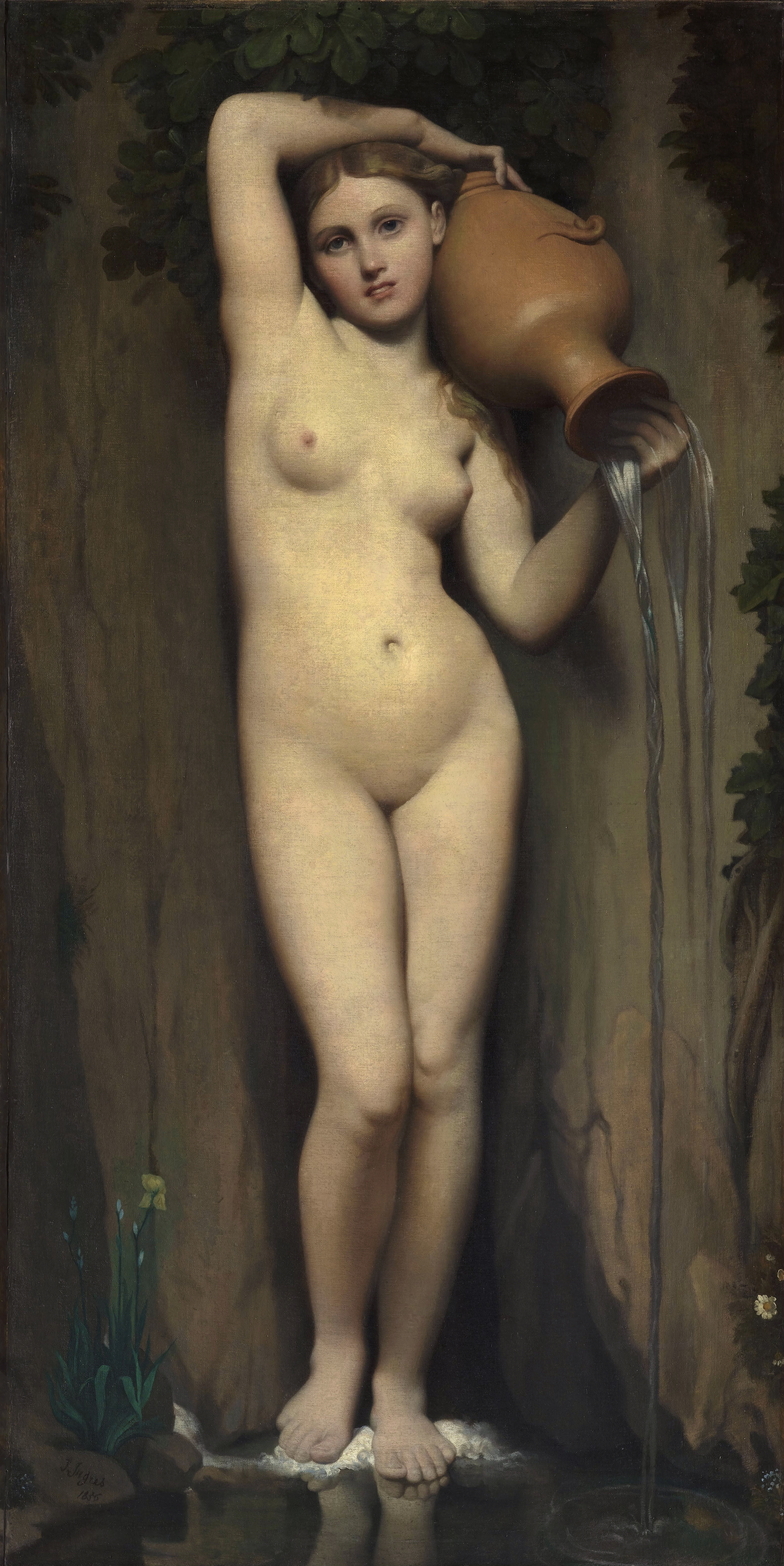
Jean Auguste Dominique Ingres, The Source, 1856
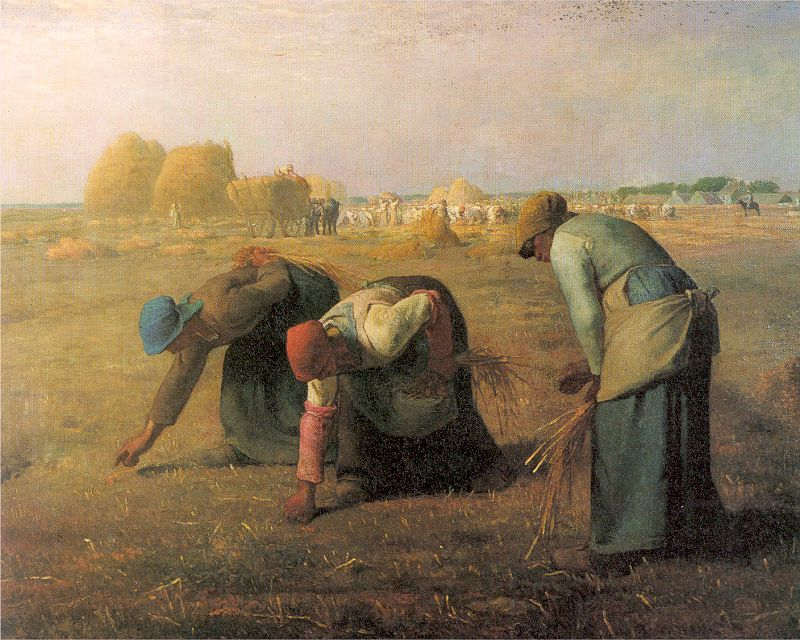
Jean-François Millet, The Gleaners, 1857
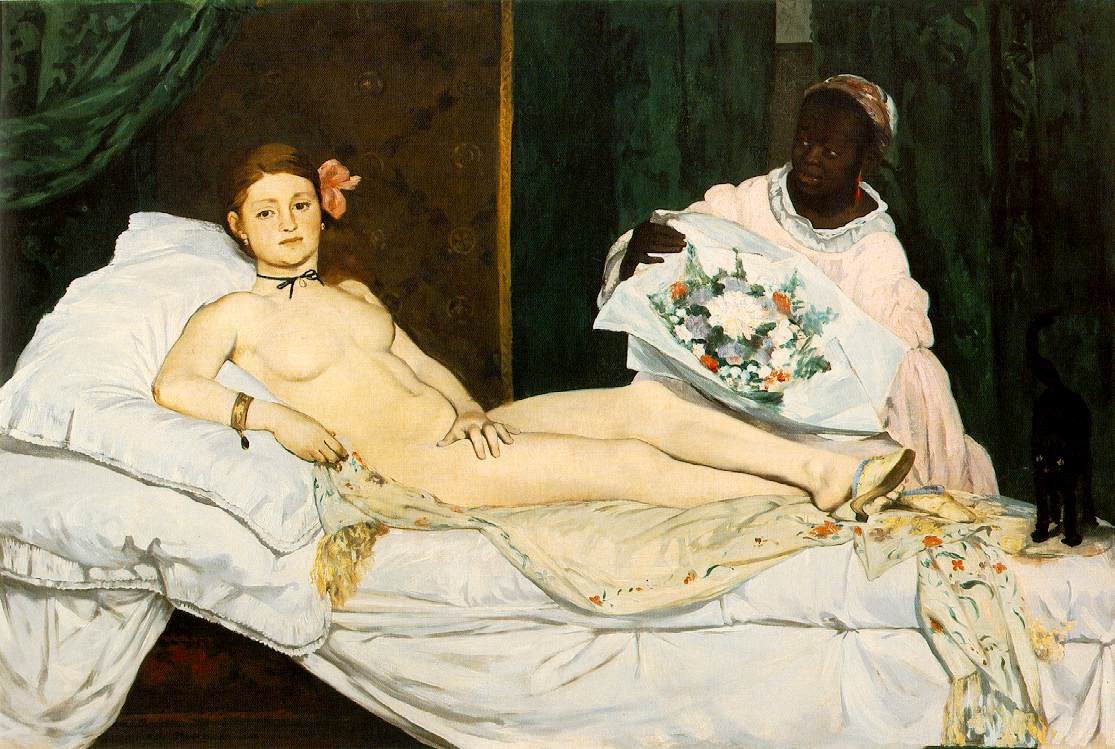
Édouard Manet, Olympia, 1863
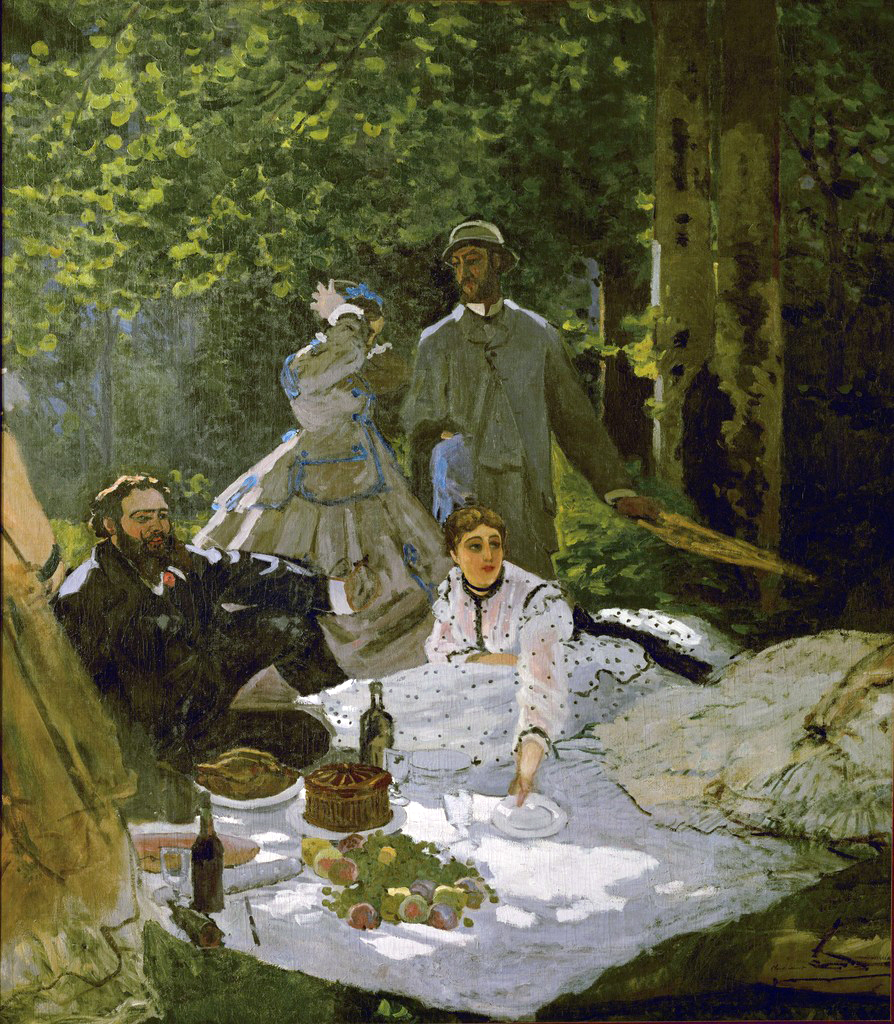
Claude Monet, Le déjeuner sur l'herbe, (right section), includes Gustave Courbet, 1865-1866
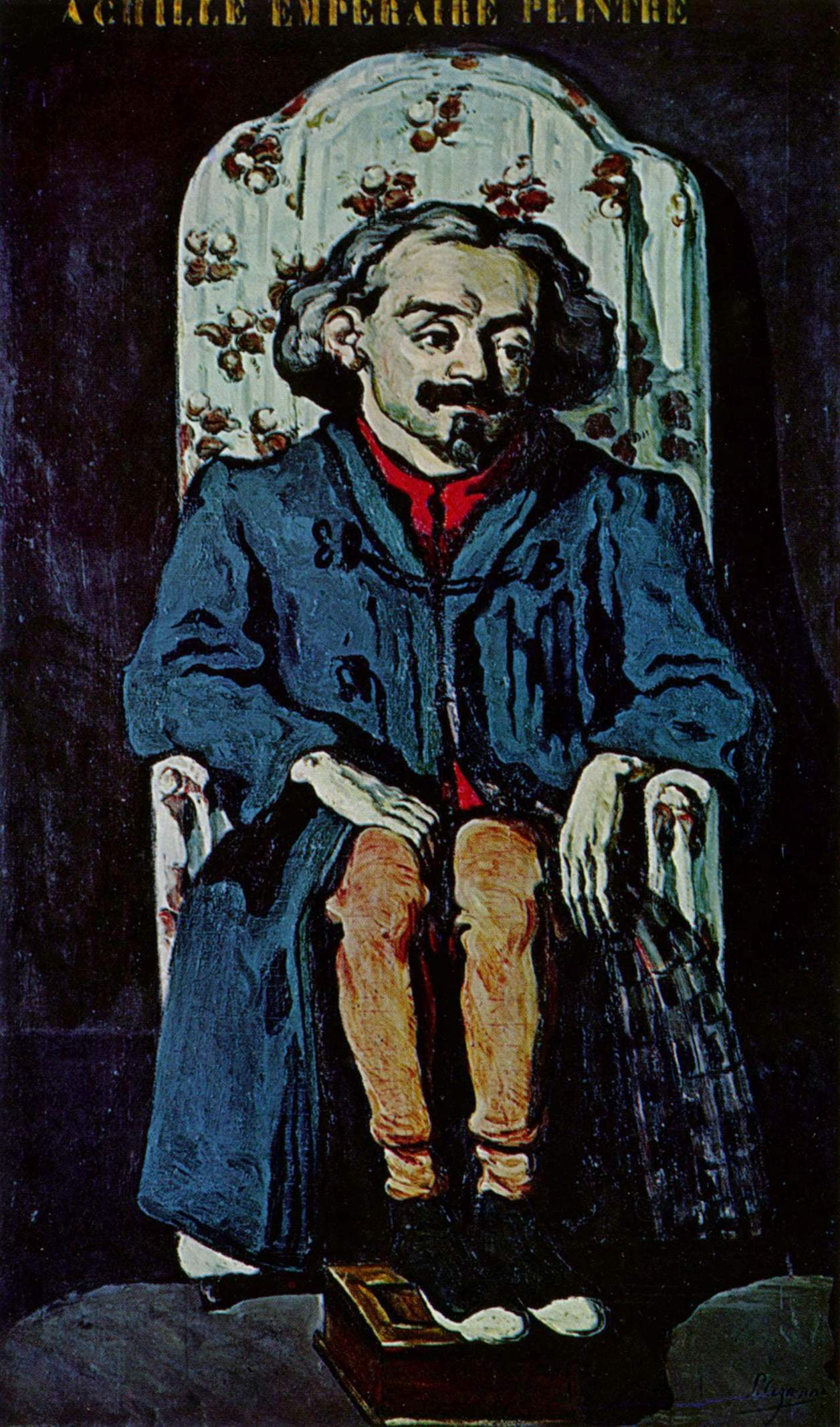
Paul Cézanne, Portrait of Achille Emperaire, 1868
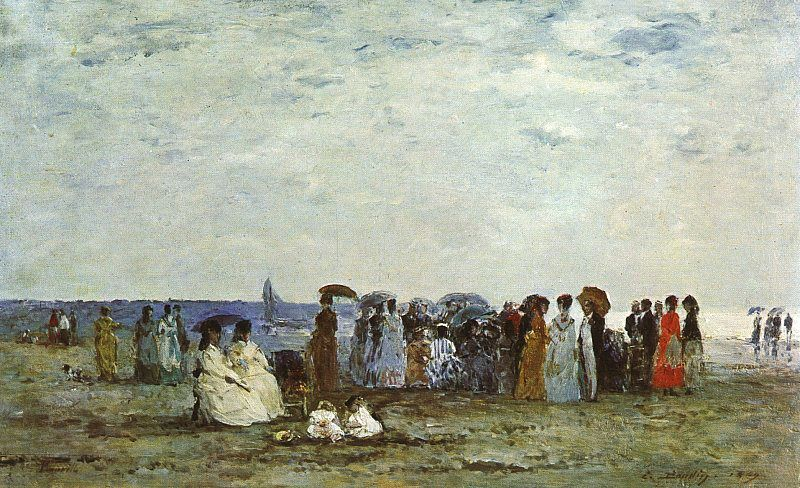
Eugène Boudin, Bathers on the Beach at Trouville, 1869
James McNeill Whistler, Whistler's Mother, 1871
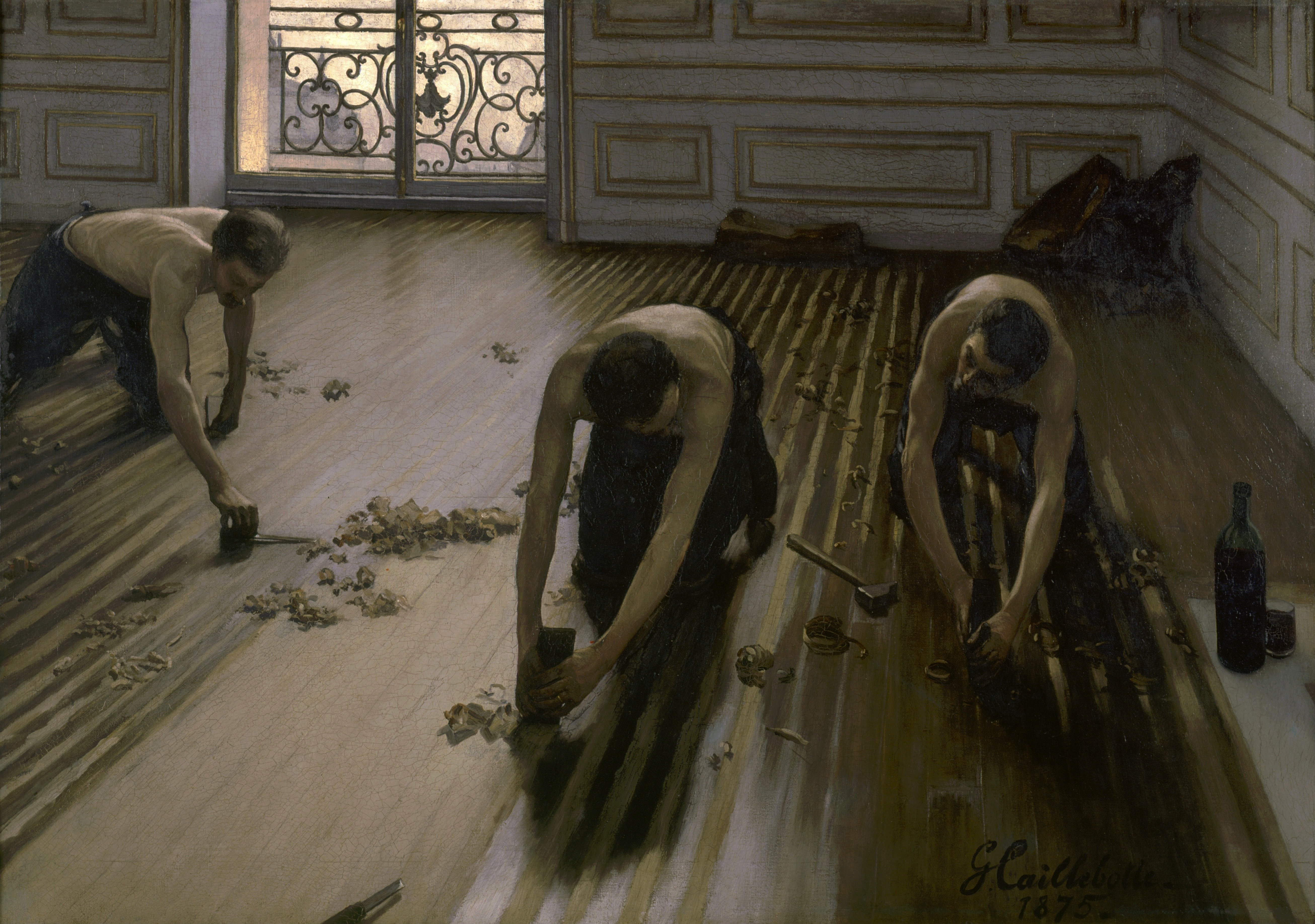
Gustave Caillebotte, Les raboteurs de parquet (The Floor Scrapers), 1875
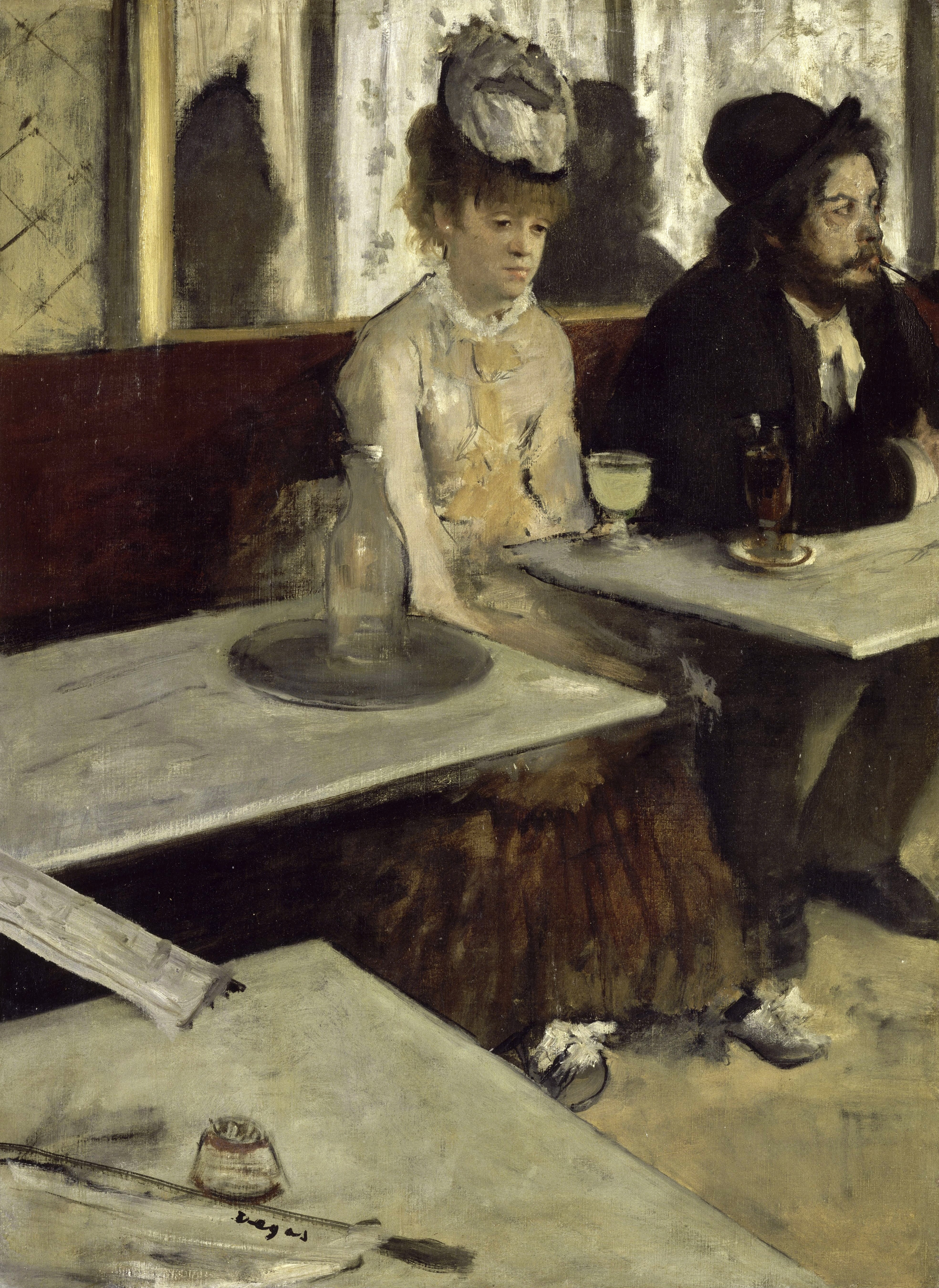
Edgar Degas, L'Absinthe, 1876
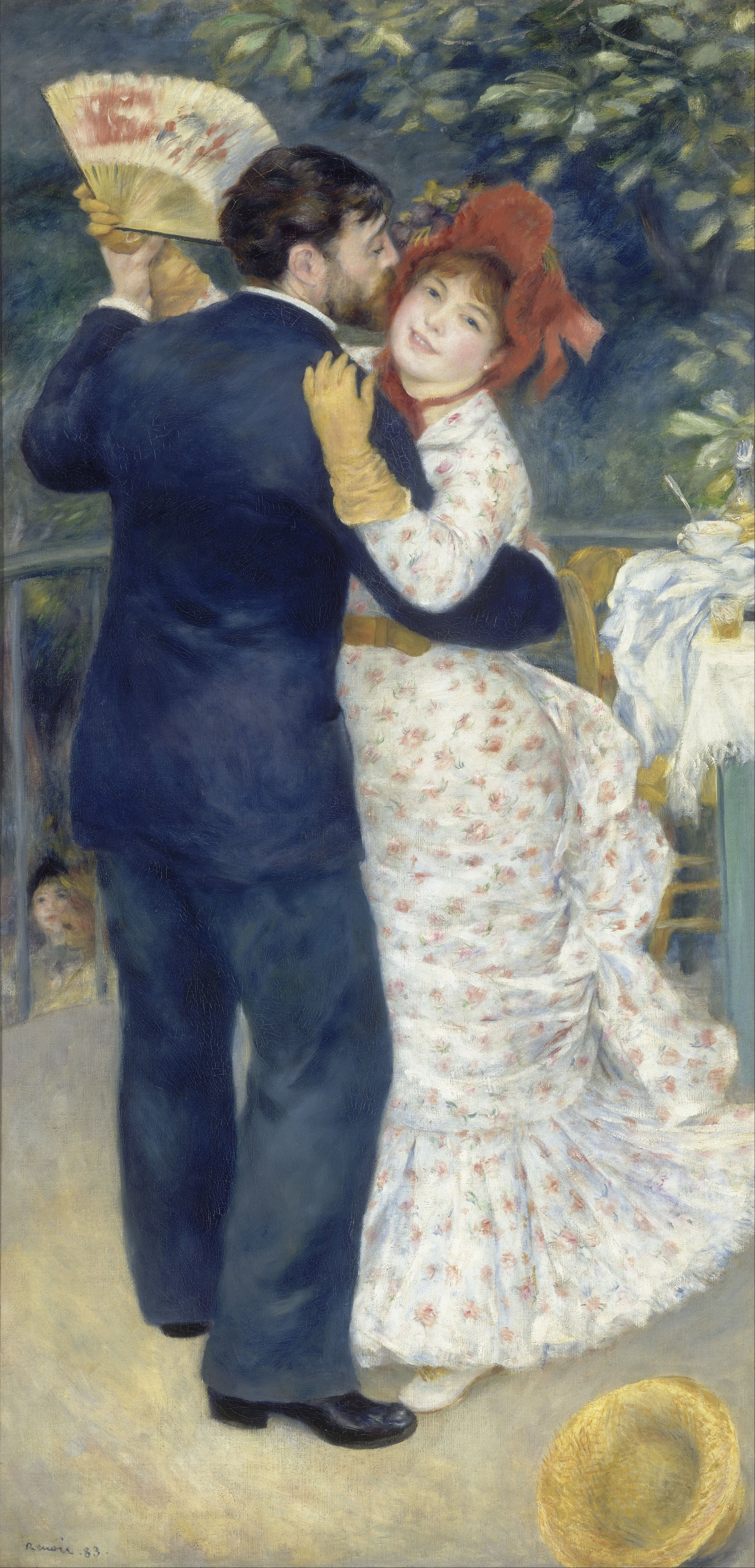
Pierre-Auguste Renoir, Dance in the Country (Aline Charigot and Paul Lhote), 1883
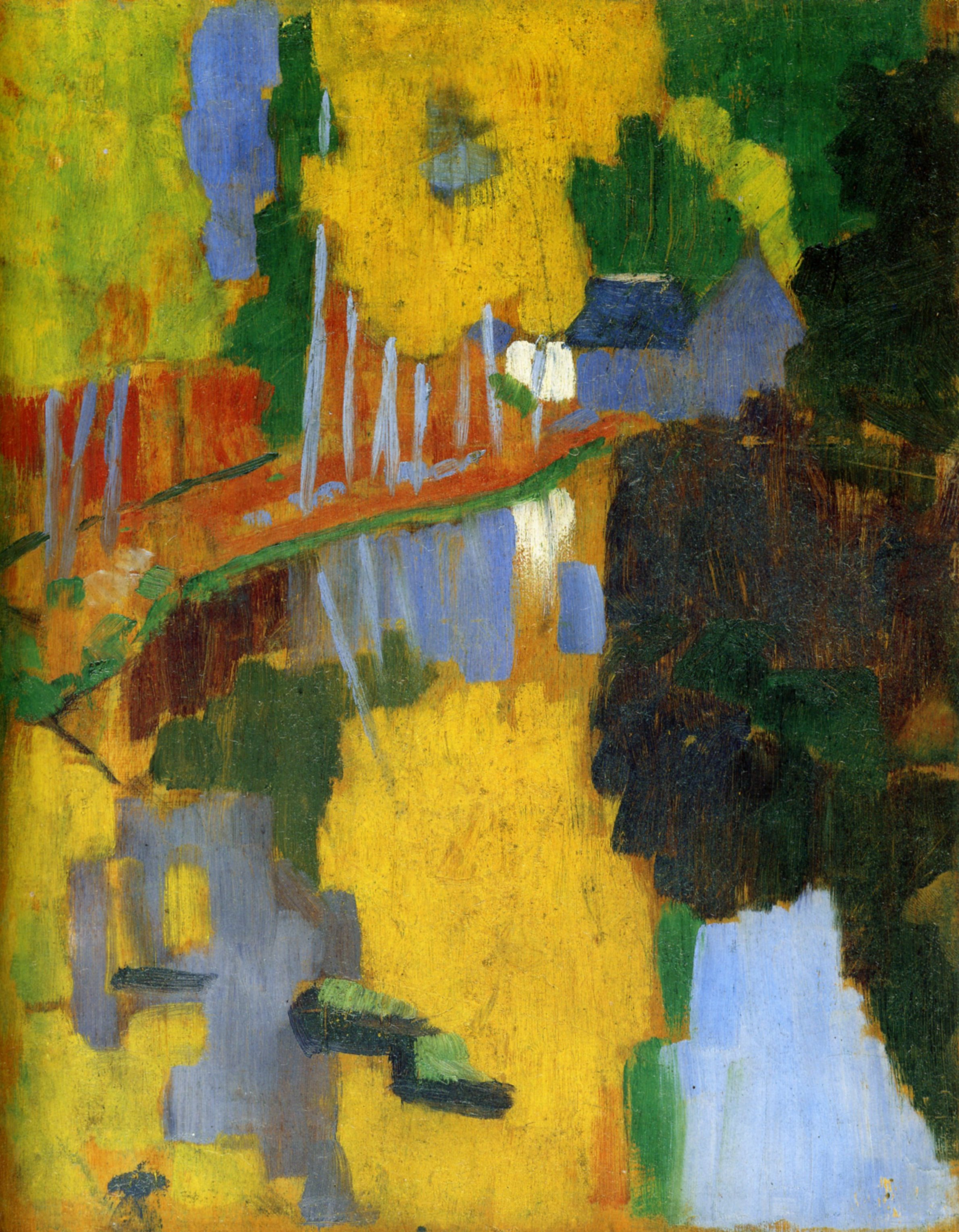
Paul Sérusier, The Talisman/Le Talisman, 1888
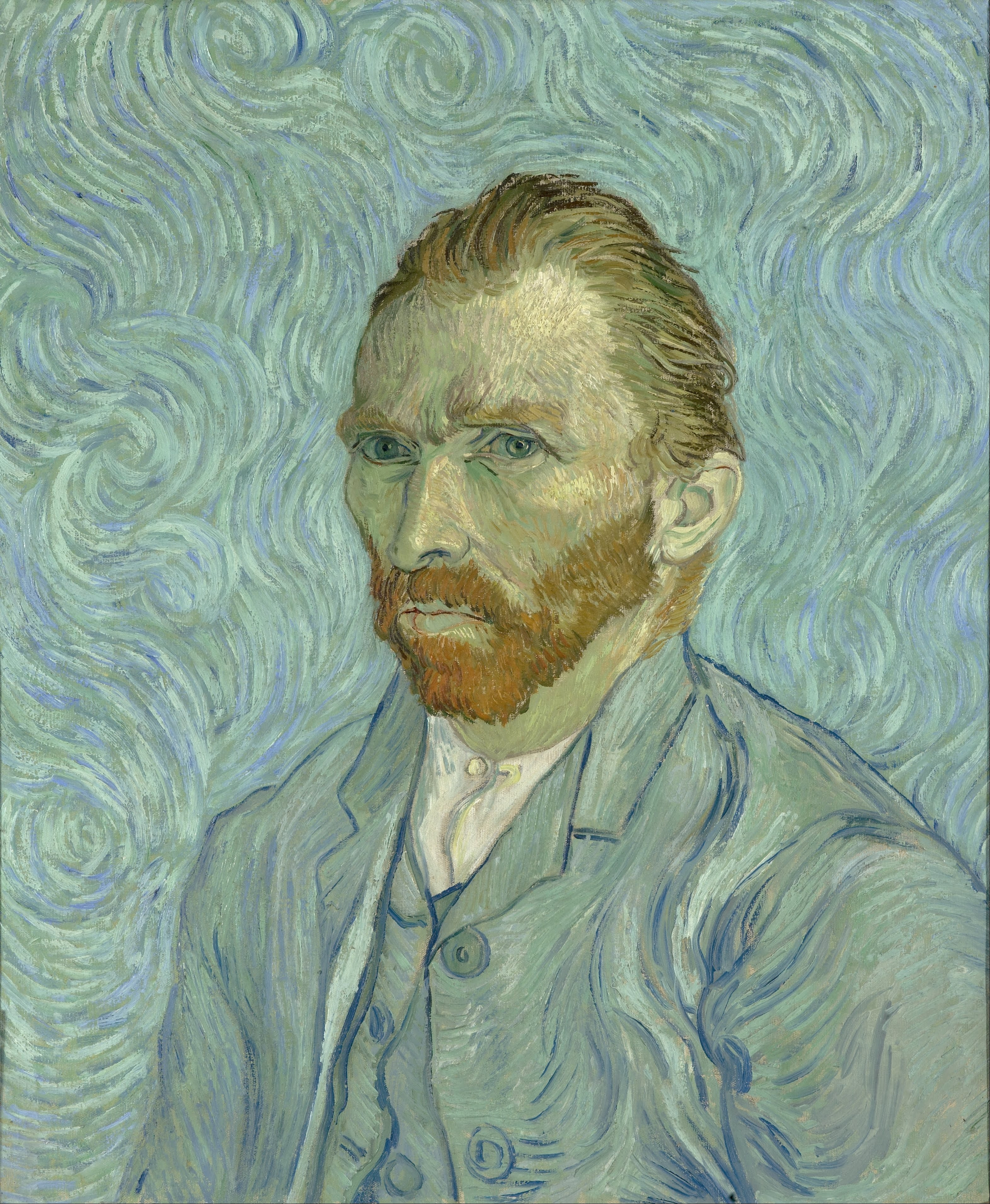
Self-portrait (1889) by Vincent van Gogh
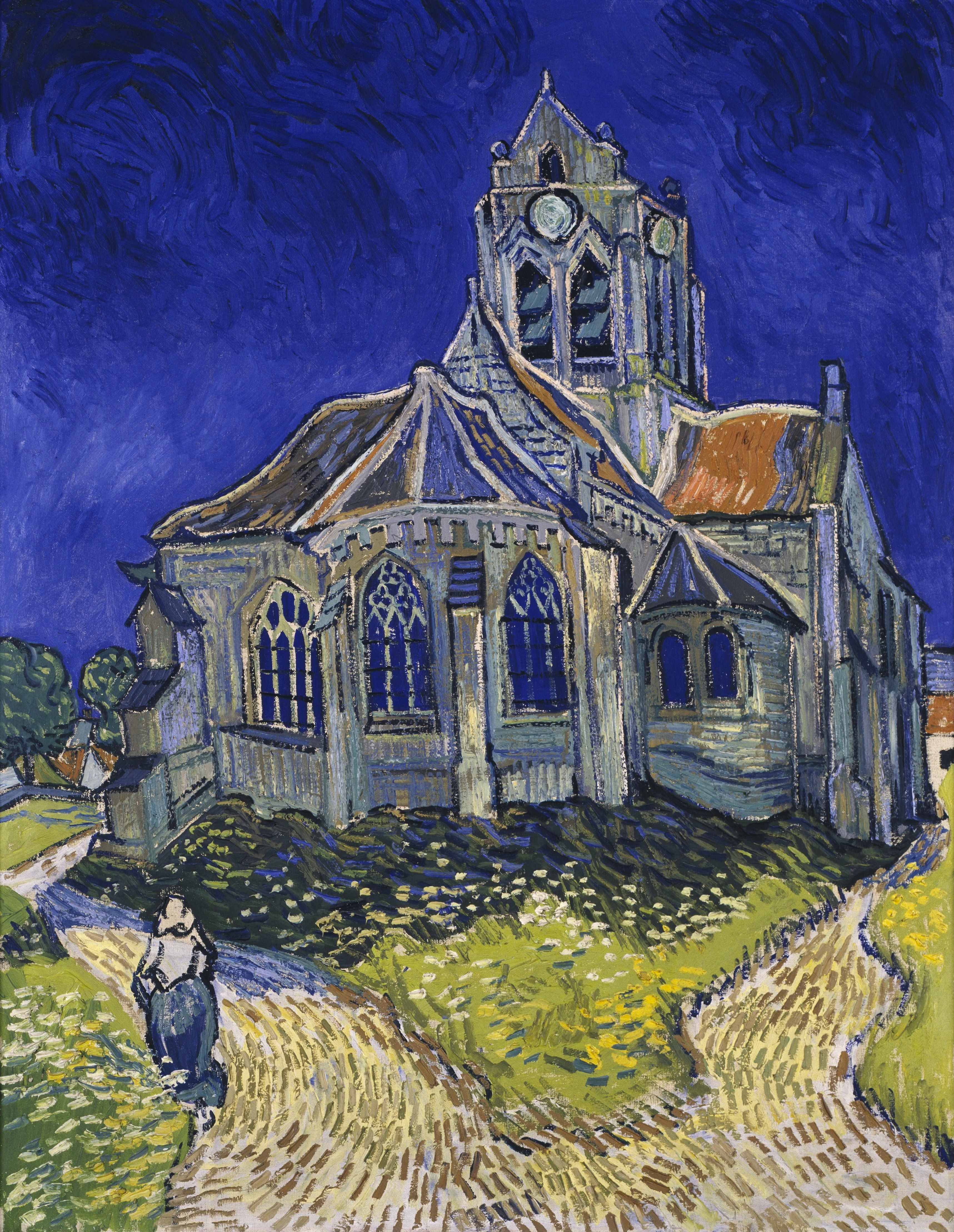
Vincent van Gogh, The Church at Auvers, 1890
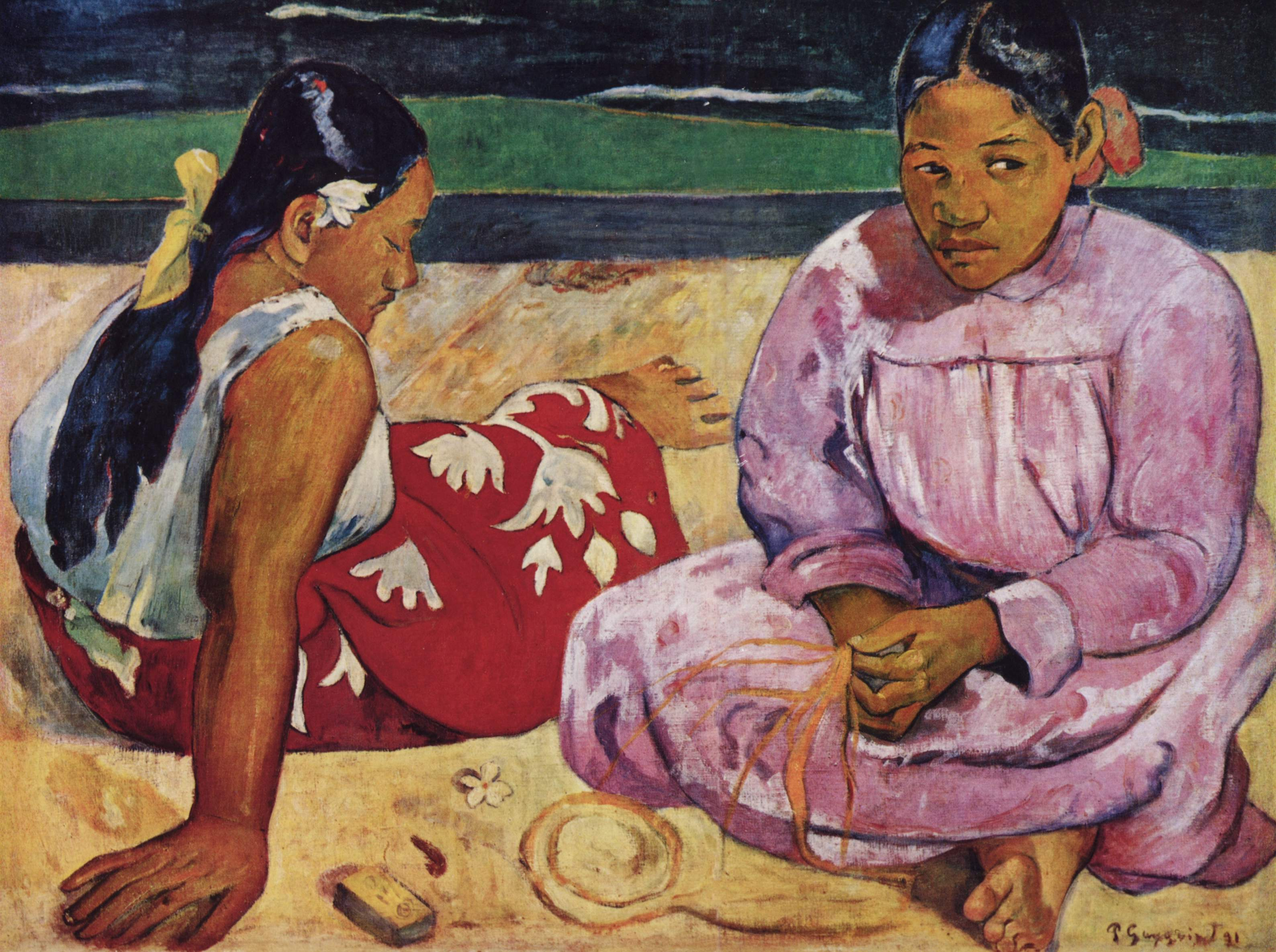
Paul Gauguin, Tahitian Women on the Beach, 1891
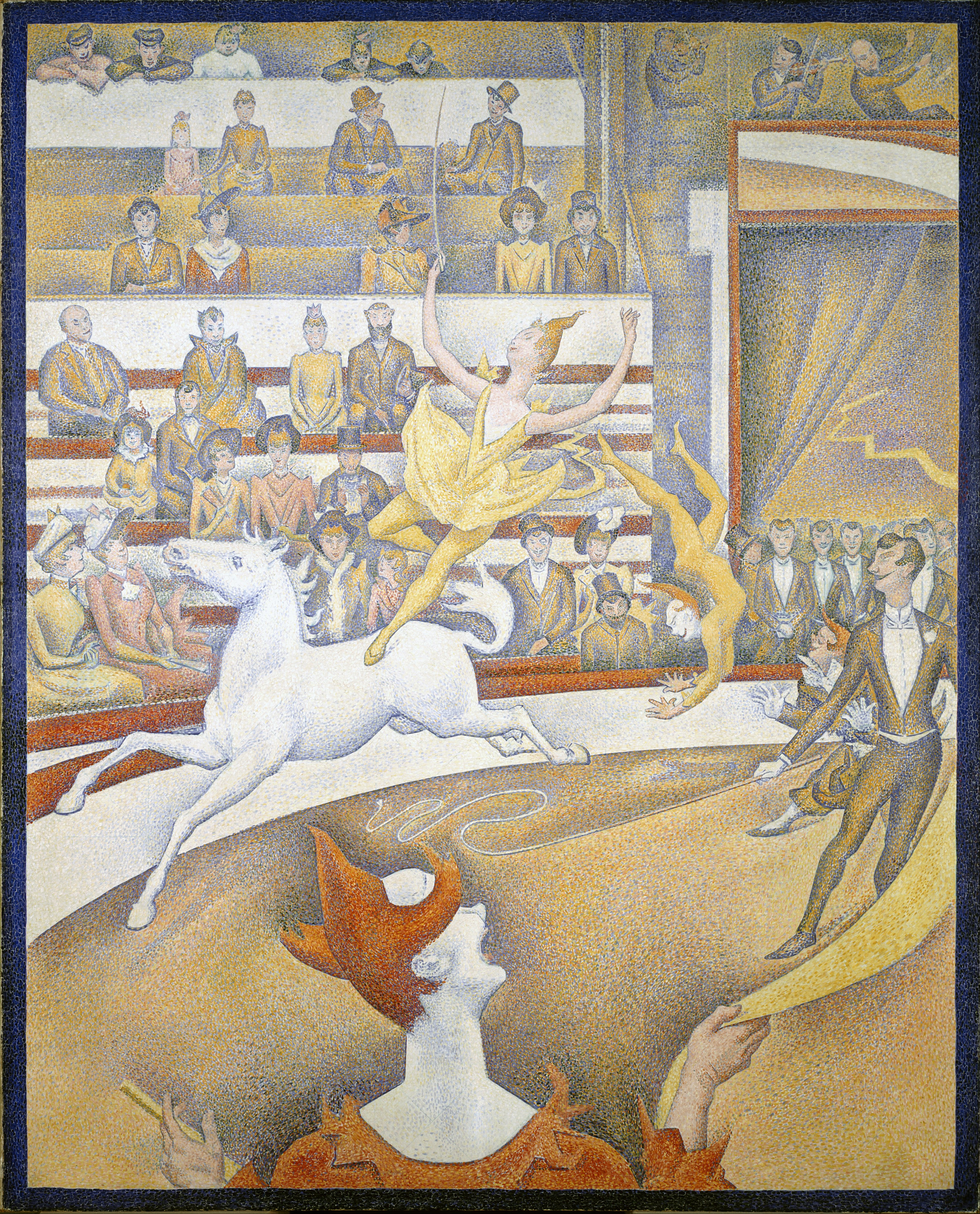
Georges Seurat, The Circus, 1891
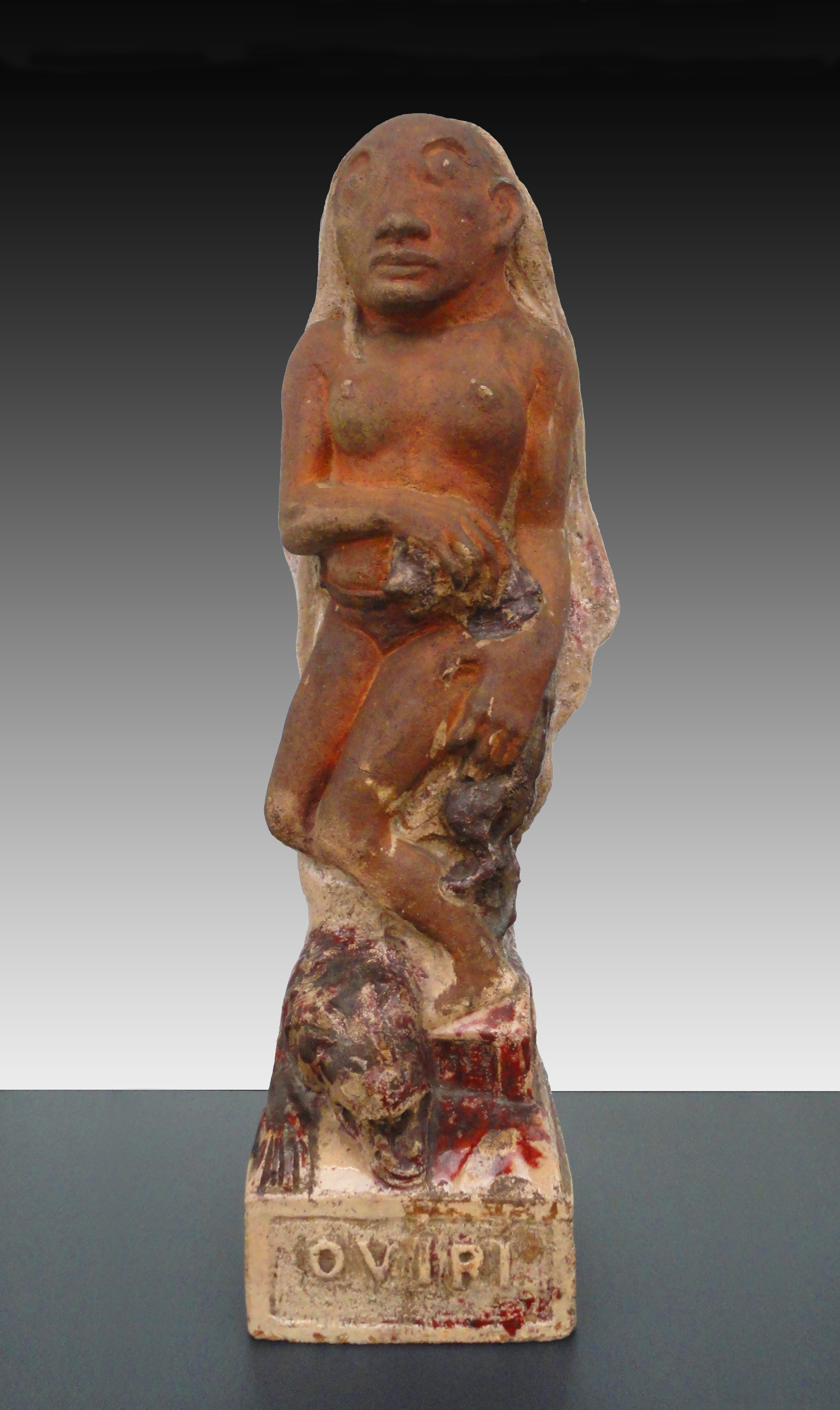
Paul Gauguin, Oviri (Sauvage), 1894
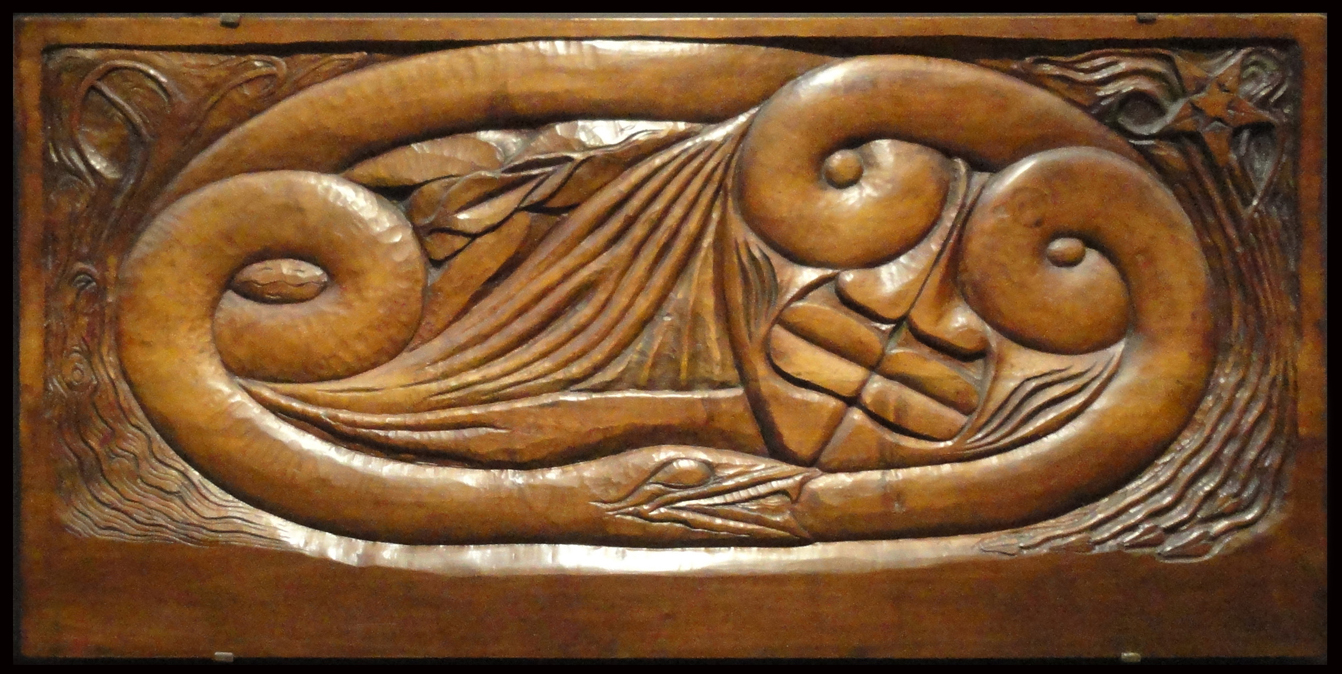
Georges Lacombe, L'Existence, 1894–1896
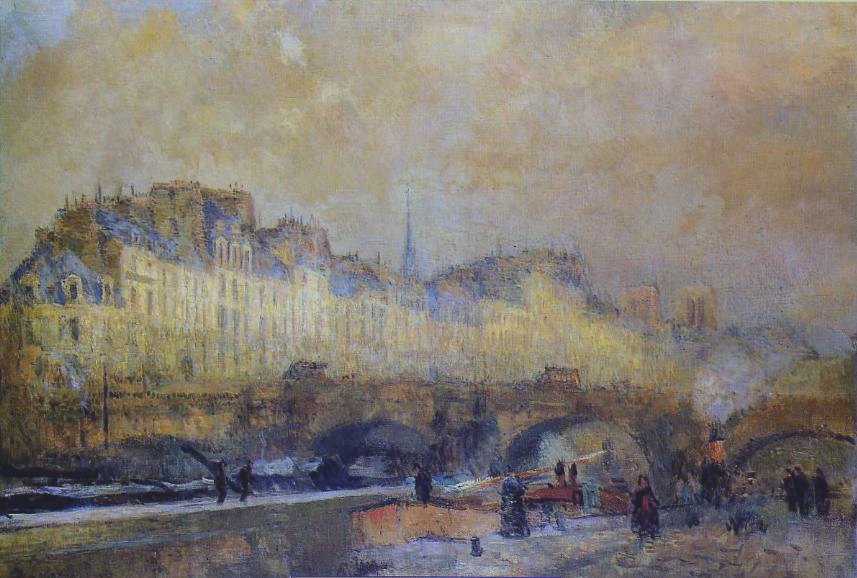
Albert Lebourg, Paris, l'écluse de la Monnaie. Soleil d'hiver
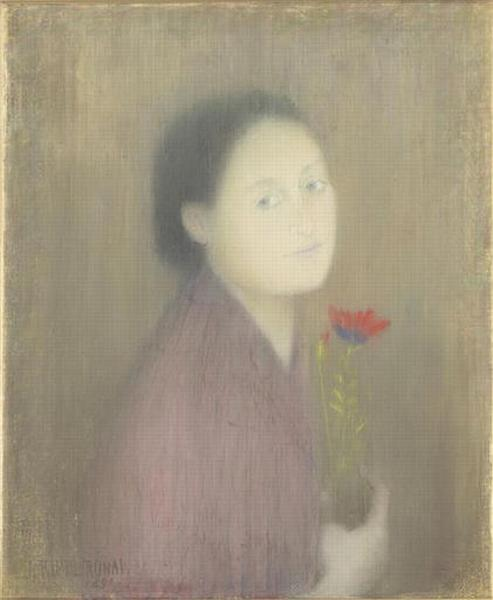
József Rippl-Rónai,  Female with Flower, 1891
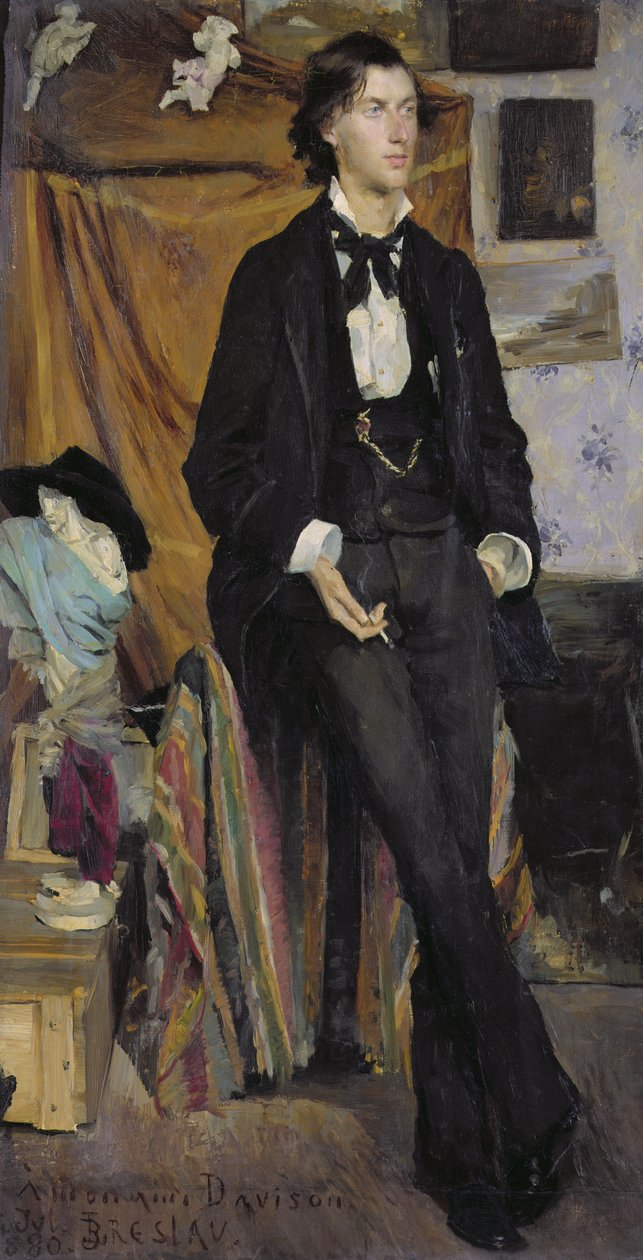
Louise Catherine Breslau, Portrait of Henry Davison, 1880
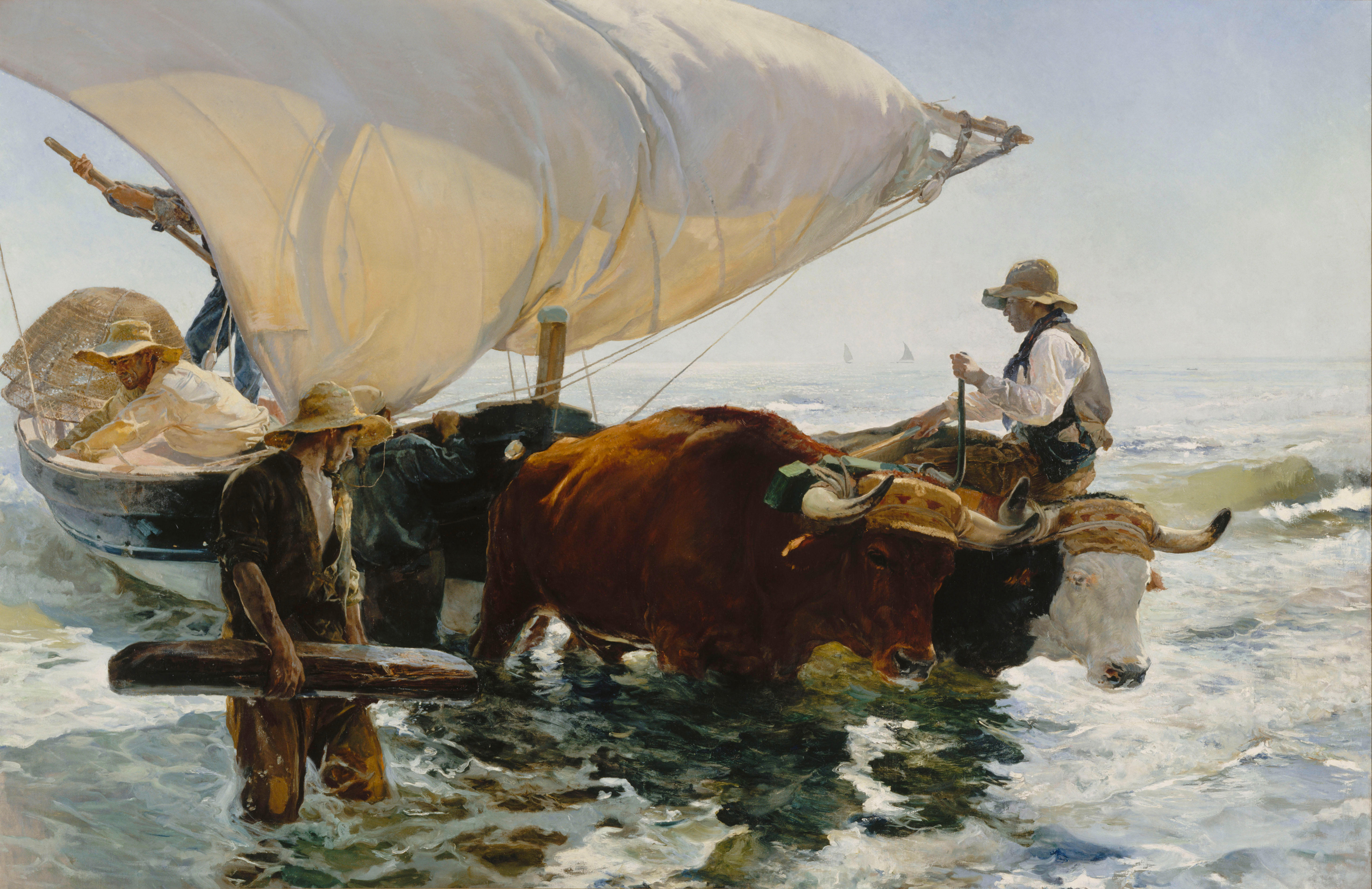
Joaquín Sorolla y Bastida, La Vuelta de la Pesca, 1894
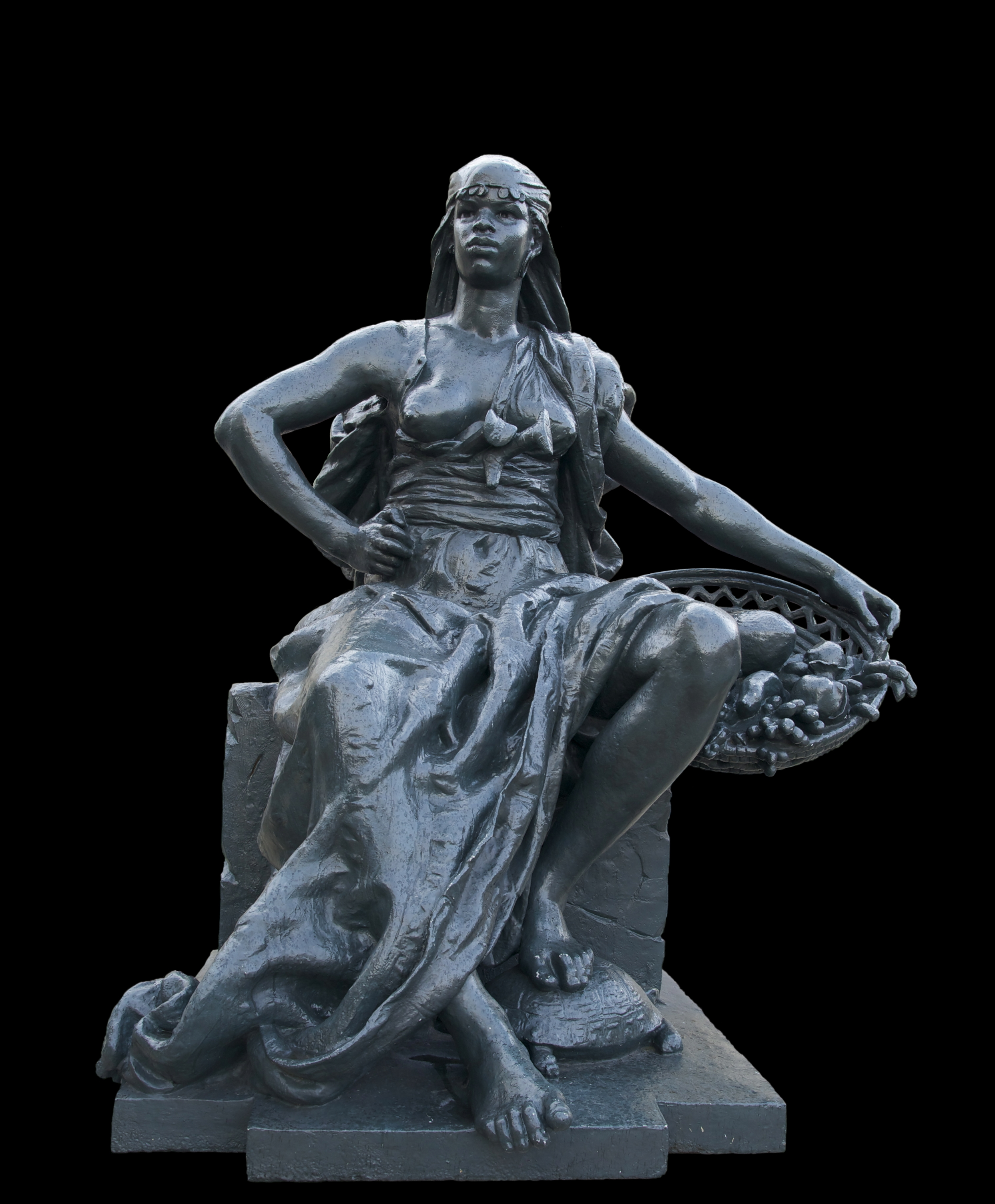
Eugène Delaplanche, Africa, 1878